# Escultura do Barroco

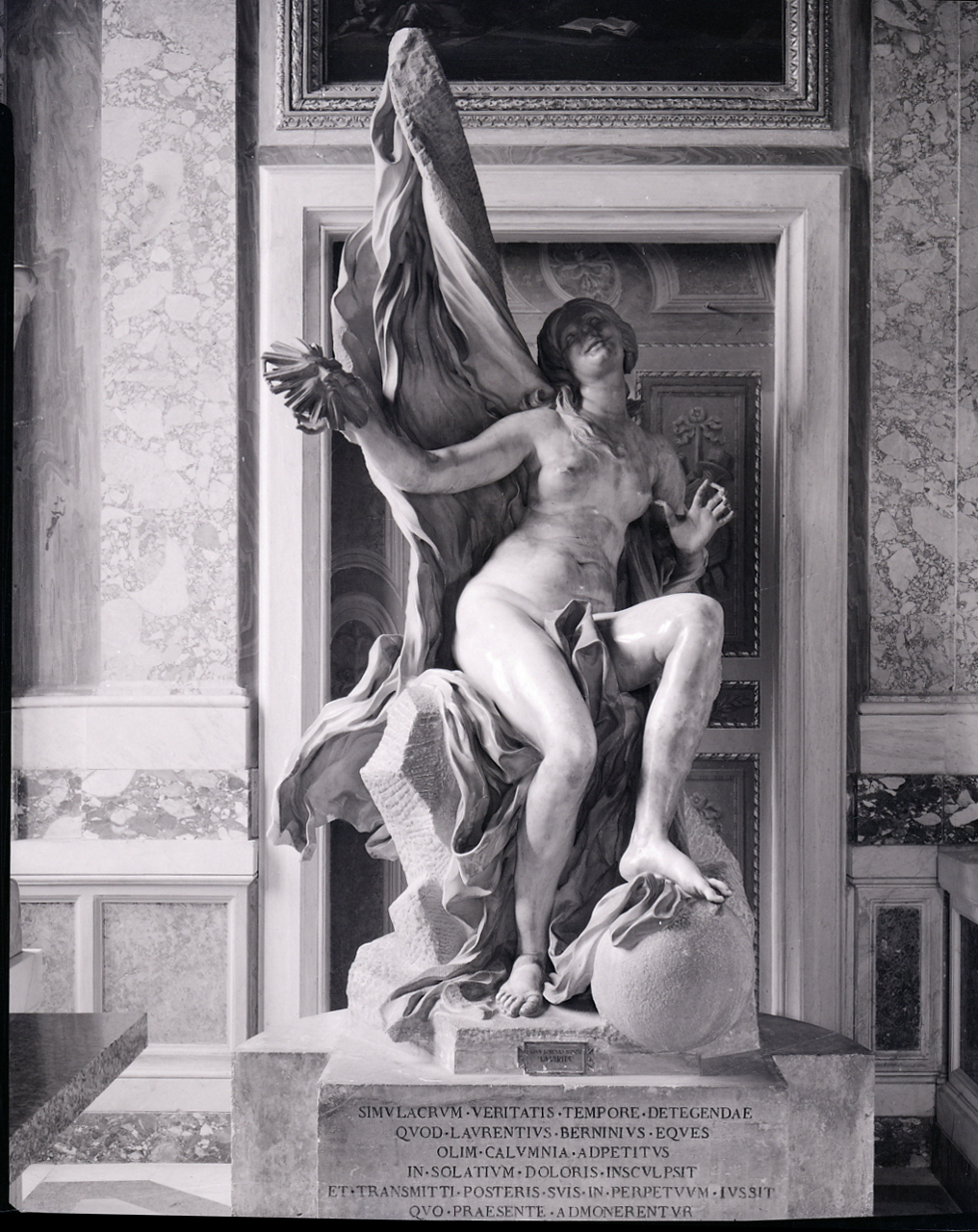
Gian Lorenzo Bernini, A Verdade. Galleria Borghese, Roma.

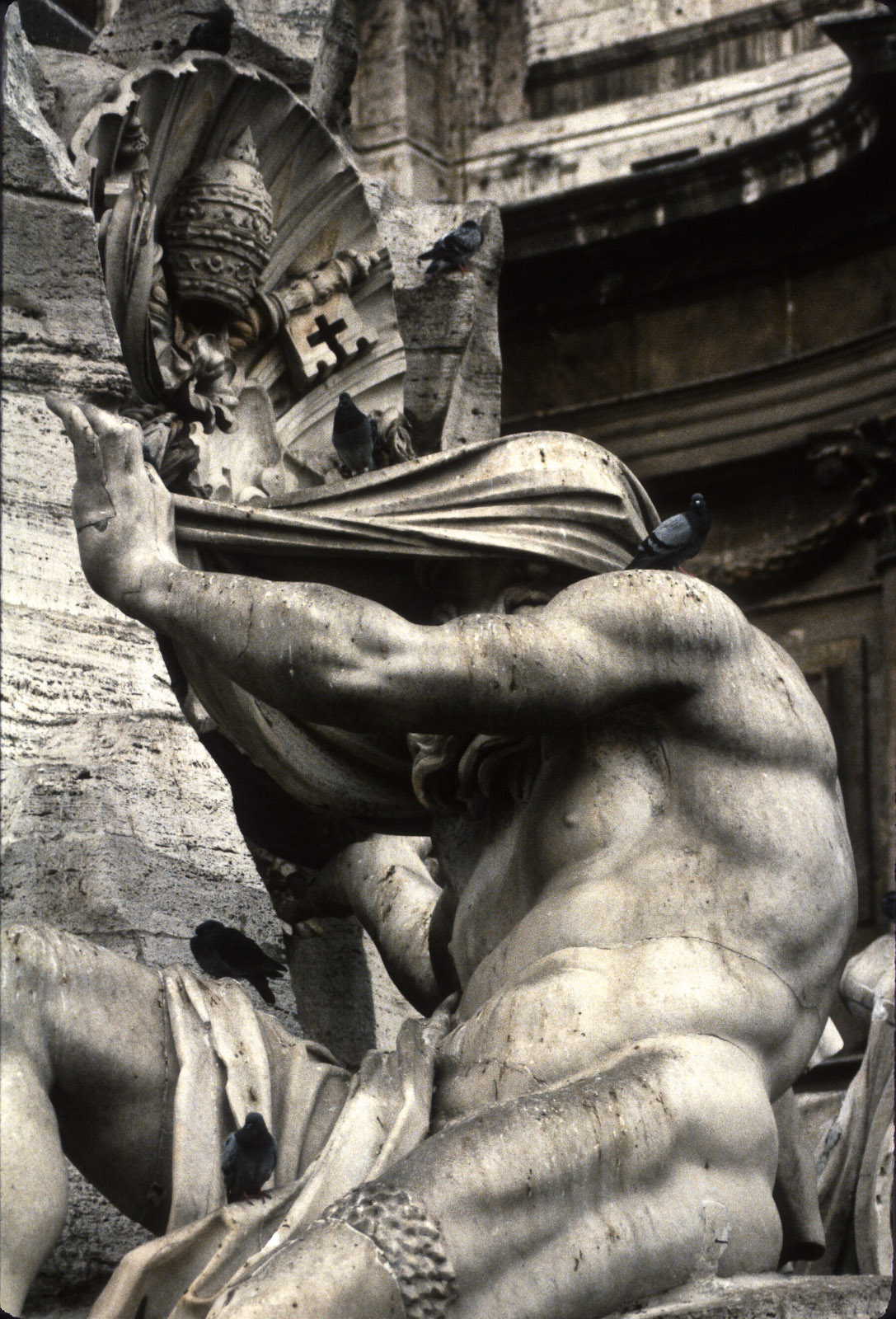
O Nilo da Fonte dos Quatro Rios, de Bernini

A escultura barroca é a escultura associada ao estilo barroco do período compreendido entre o início do século XVII e meados do século XVIII. É marcada por um intenso dramatismo, pela exuberância das formas, pelas expressões teatrais, pelo jogo de luz, sombra e movimento. As figuras que exibem dramatismo, faces expressivas e roupas esvoaçantes. Na Itália, destacou-se o trabalho de Bernini. Em Portugal, António Ferreira e Machado de Castro foram os escultores de maior relevo. No Brasil tornou-se célebre Antônio Francisco Lisboa, o Aleijadinho, Manoel Inácio da Costa e Mestre Valentim.
A escultura barroca rompe com os ideais de sobriedade e racionalidade das formas predominantes no Renascimento, apresentando composições mais dinâmicas, emocionais e teatralizadas. Este pensamento não se demonstrou apenas na escultura, mas também na pintura, moda, escrita e mesmo no modo de vida das pessoas. Um excelente exemplo da escultura típica do Barroco é o O Êxtase de Santa Teresa do consagrado escultor, Bernini.

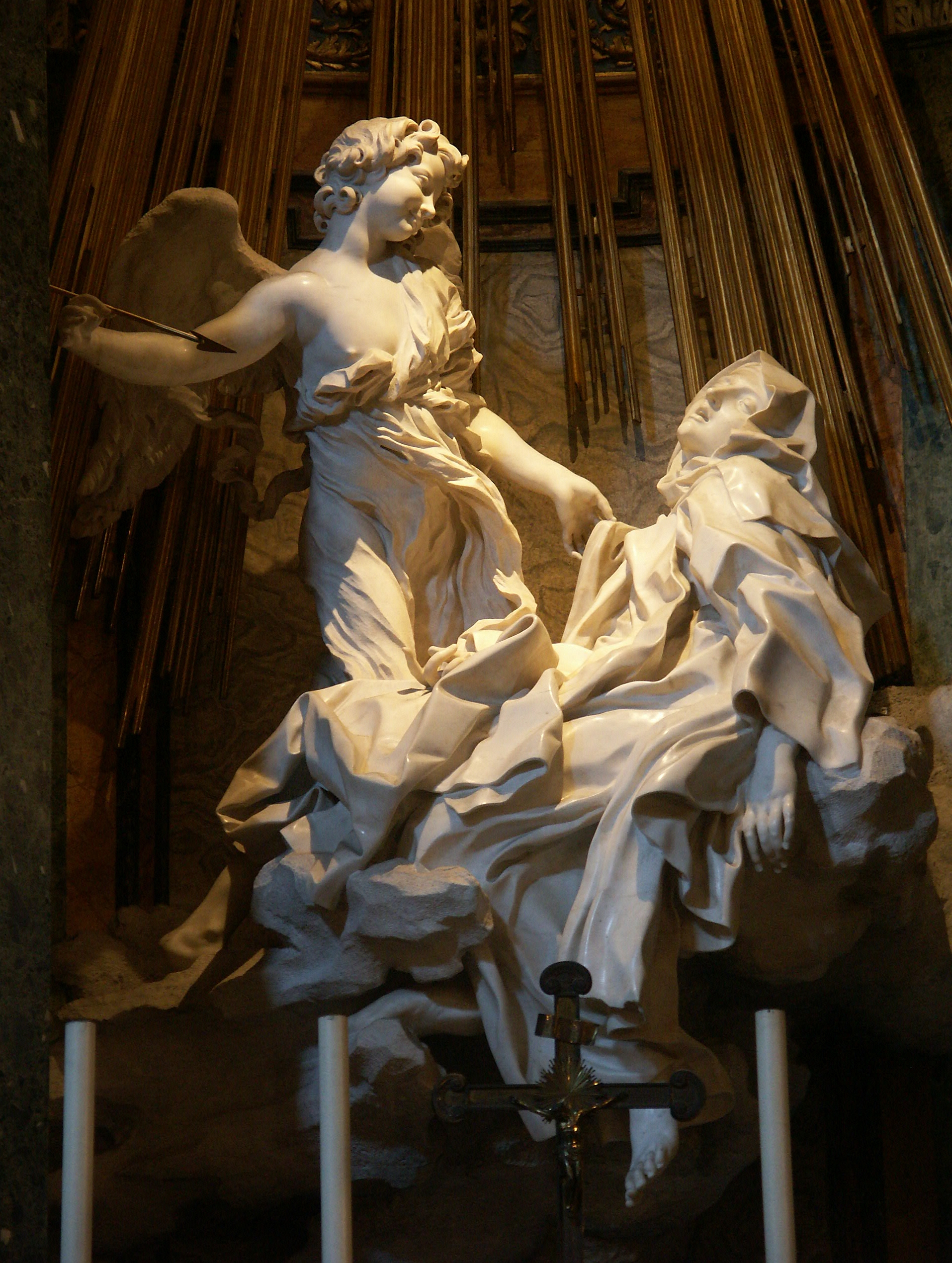
O Êxtase de Santa Teresa (1647–1652) Gian Lorenzo Bernini.

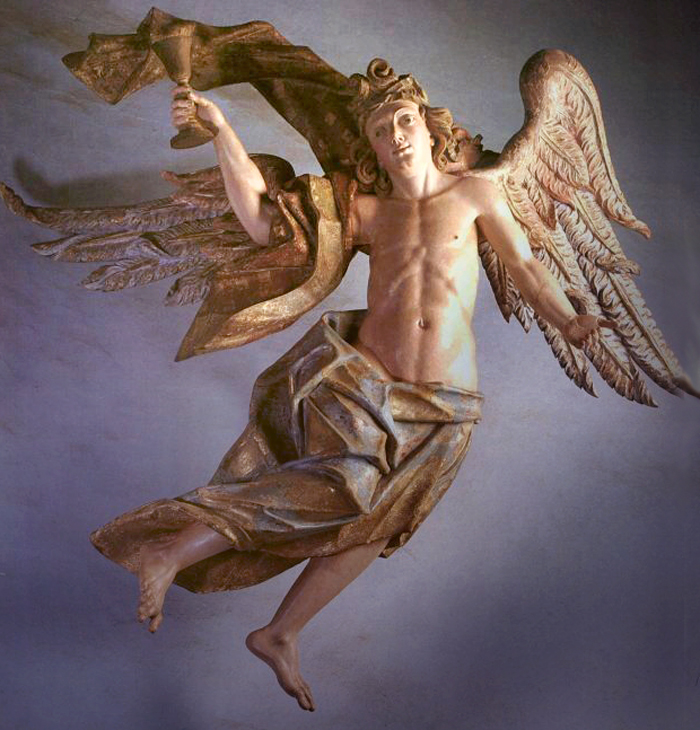
Anjo com o cálice da Paixão, na Via Sacra do Santuário do Bom Jesus de Matosinhos, de autoria de Aleijadinho.

## Linhas gerais
A escultura deste período apresenta características comuns:
- Naturalismo, isto é, representação da natureza tal como ela é, sem a idealizar.
- Integração na arquitetura barroca, que proporciona uma intensidade dramática.
- Esquemas composicionais isentos de geometria e proporções equilibradas características da escultura renascentista completa. A escultura barroca procura o movimento; é projetado dinamicamente para fora com linhas de tensão complexas, especialmente a helicoidal ou serpentina, e com uma multiplicidade de planos e ângulos de visão ideais. Esta instabilidade manifesta-se na inquietação das personagens e das cenas, na amplitude e explosão dos traje, no contraste de texturas e superfícies, por vezes na inclusão de diferentes materiais, que produzem efeitos visuais e iluminação.
- Representações do nu em estado natural, como uma ação congelada, conseguida através de uma composição assimétrica, onde predominam linhas serpentinosas e sinuosas, posturas enviesadas e oblíquas, encurtamento e contornos difusos e intermitentes, que direcionam a obra para o espectador com grande expressividade. Nos países protestantes todas as estaturas eram representadas vestidas.
- Apesar da identificação do Barroco com uma "arte da Contra-Reforma", adequada ao sentimento de devoção popular, a escultura barroca, mesmo nos países católicos, apresentava uma grande pluralidade de temas (religioso, funerário, mitológico, retratos etc.)
- A principal manifestação é a estatuária, utilizada para a ornamentação de espaços interiores e exteriores de edifícios, bem como espaços abertos, tanto privados (jardins) como públicos (praças). As fontes eram de tipo escultórico que combinavam muito bem com o estilo barroco. Particularmente na Península Ibérica foram produzidos imagens e retábulos. Na escultura barroca, os grupos de figuras adquiriram uma nova importância e verificou-se um movimento enérgico e dinâmico das formas humanas: espiralavam em torno de um vórtice central vazio ou expandiam-se para o espaço circundante.

## Contexto histórico-artístico
O estilo barroco era apropriado para a escultura, sendo Gian Lorenzo Bernini a figura dominante da época, com obras como Êxtase de Santa Teresa (1647– 1652). Muitas esculturas barrocas adicionaram elementos extra-escultóricos, por exemplo, iluminação oculta, fontes de água ou escultura e arquitetura fundidas para criar uma experiência teatral transformadora para o espectador. Os artistas reviam-se na tradição clássica, mas admiravam a escultura helenística e mais tarde a romana, em vez dos períodos mais "Clássicos". A escultura barroca seguiu-se à escultura renascentista e ao maneirismo e foi sucedida pelo estilo rococó e neoclássico. Roma foi o primeiro centro onde o estilo se formou. Espalhou-se pelo resto da Europa, e especialmente a França que deu um novo rumo no final do século XVII. Acabou por se expandir para além da Europa, para as possessões coloniais das potências europeias, sobretudo na América Latina e nas Filipinas.
A Reforma Protestante interrompeu quase completamente a escultura religiosa em grande parte do norte da Europa, e apesar de a escultura secular, especialmente para bustos de retratos e monumentos funerários, tenha continuado, a Século de Ouro dos Países Baixos não tem componentes escultóricos significativos fora da ourivesaria. Em parte como reação direta, a escultura foi tão proeminente no catolicismo como no final da Idade Média. Os católicos dos Países Baixos do Sul viram a escultura barroca florescer a partir da segunda metade do século XVII com muitas oficinas locais a produzir uma vasta gama de esculturas, incluindo mobiliário de igreja, monumentos funerários e pequenas esculturas à escala executadas em marfim e madeiras duráveis. Os escultores flamengos também desempenharam um papel proeminente na difusão da linguagem barroca no estrangeiro, incluindo a Holanda, Itália, Inglaterra, Suécia e França. Embora na segunda metade do séc. XVIII tenham existido obras de transição para outros estilos, também se deu continuidade a muita escultura de linhas tipicamente barrocas: a Fontana di Trevi só foi concluída em 1762; o estilo rococó era mais adequado para obras de menor dimensão.

### Origens e desenvolvimento

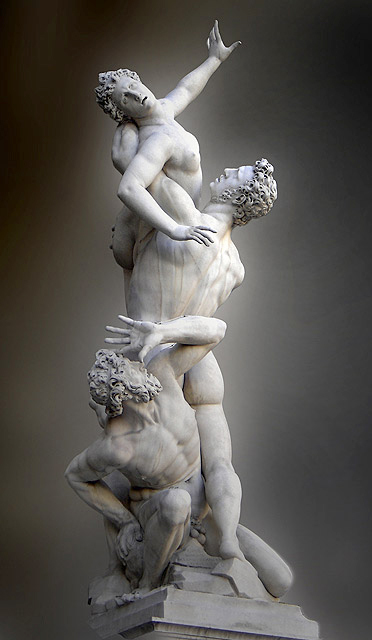
Estupro das Mulheres Sabinas por Giambologna (1581-1583), Piazza della Signoria, Florença

O estilo barroco surgiu a partir da escultura renascentista que, tendo por base a escultura Grega Clássica e a Romana, idealizou a forma humana. Isto foi alterado pelo Maneirismo, quando o artista e estudioso Giorgio Vasari (1511-1574) exortou os artistas a darem às suas obras um estilo único e pessoal. O Maneirismo introduziu a ideia de esculturas com fortes contrastes; mocidade e idade, beleza e fealdade, homens e mulheres etc. O maneirismo introduziu também a “figura serpentina”, que se tornou uma característica importante da escultura barroca. Era a disposição das figuras ou grupos de figuras em espiral ascendente, o que conferia leveza e movimento à obra.
Miguel Ângelo introduziu a  serpentina  no  Escravo Moribundo (1513-1516) e no Genio della Vittoria (Génio da Vitória, 1520-1525), mas estas obras deviam ser vistas a partir de um único ponto de vista. No final do século XVI a obra do escultor italiano Giambologna, O Estupro das Sabinas (1581-1583) introduziu um novo elemento; Este trabalho não pretende ser visto de um ponto de vista, mas de vários pontos de vista alternantes. Esta tornou-se uma característica muito comum na escultura barroca. A obra de Giambologna teve uma forte influência nos mestres da época barroca, especialmente Bernini.
Outra influência importante que deu origem ao estilo barroco foi a Igreja Católica, que procurou armas artísticas na batalha contra a ascensão do protestantismo. O Concílio de Trento concedeu ao Papa maiores poderes para orientar a criação artística e manifestou uma forte desaprovação das doutrinas do humanismo, que foram fundamentais nas artes durante o Renascimento. Durante o pontificado de Paulo V a igreja começou a desenvolver doutrinas artísticas para se opor à Reforma e contratou novos artistas para o realizar.

### Bernini e a escultura barroca romana
A figura dominante na escultura barroca foi Gian Lorenzo Bernini (1598–1680). Era filho de um escultor florentino, Pietro Bernini, que fora chamado a Roma pelo Papa Paulo V. O jovem Bernini fez as suas primeiras obras a solo aos quinze anos e recebeu em 1618-25 uma importante encomenda de estátuas para a villa do Cardeal Scipion Borghese. As suas obras altamente dramáticas, concebidas para serem vistas de múltiplos pontos de vista e em espiral ascendente, tiveram um enorme impacto na escultura europeia. Continuou a dominar a escultura italiana através das suas obras sobre fontes romanas, o Baldaquino de São Pedro e o seu altar para a igreja de Santa Maria della Vittoria em Roma. Recebeu a sua última encomenda de escultura para a Fonte do Elefante (1665–1667), seguida duma série de anjos para a Ponte de Santo Ângelo, em Roma (1667–69).
Bernini morreu em 1680, mas o seu estilo influenciou os escultores de toda a Europa, especialmente na França, Baviera e Áustria.

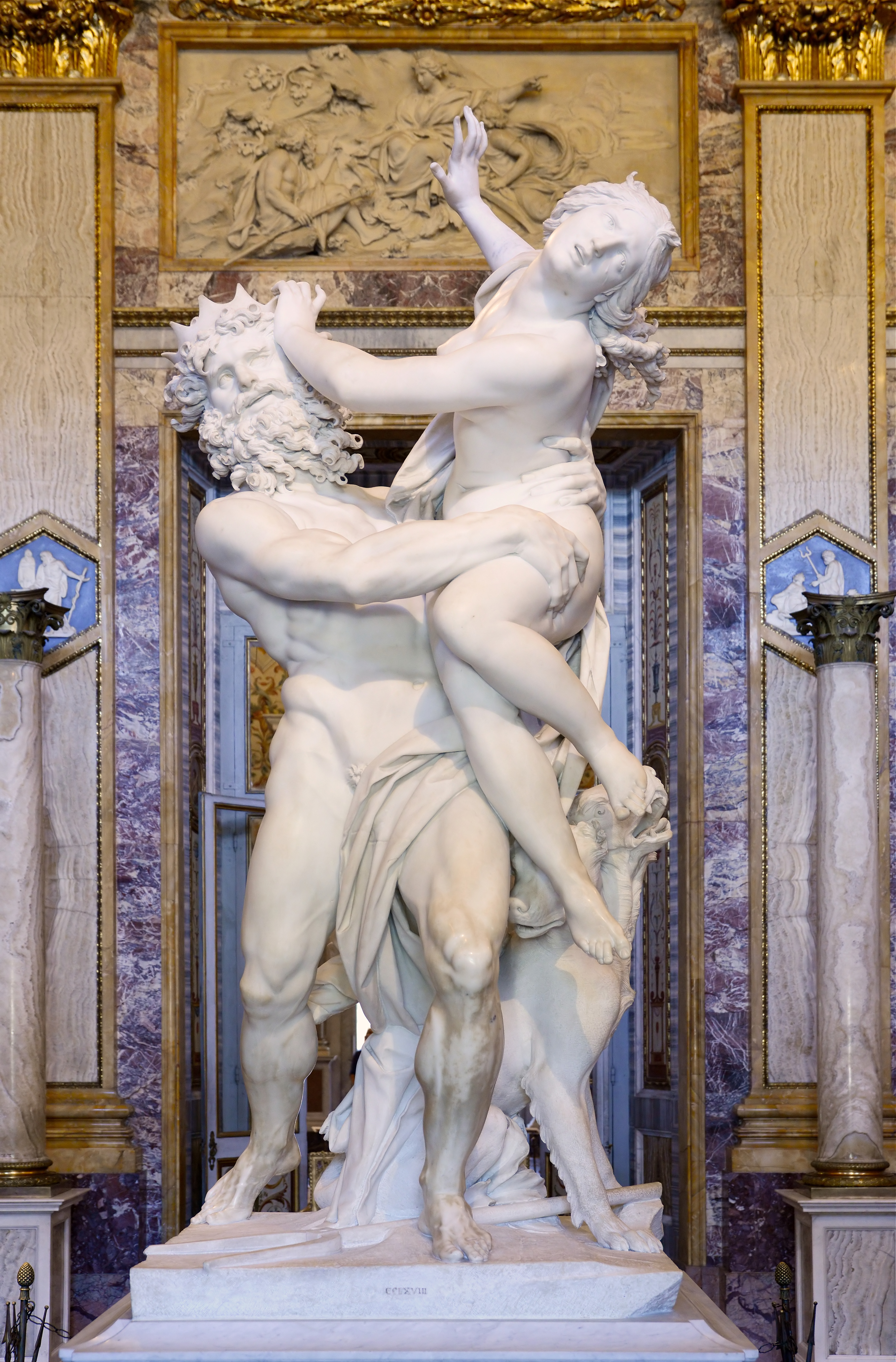
Estupro da Proserpina (1621-1622), Bernini (Galeria Borghese)
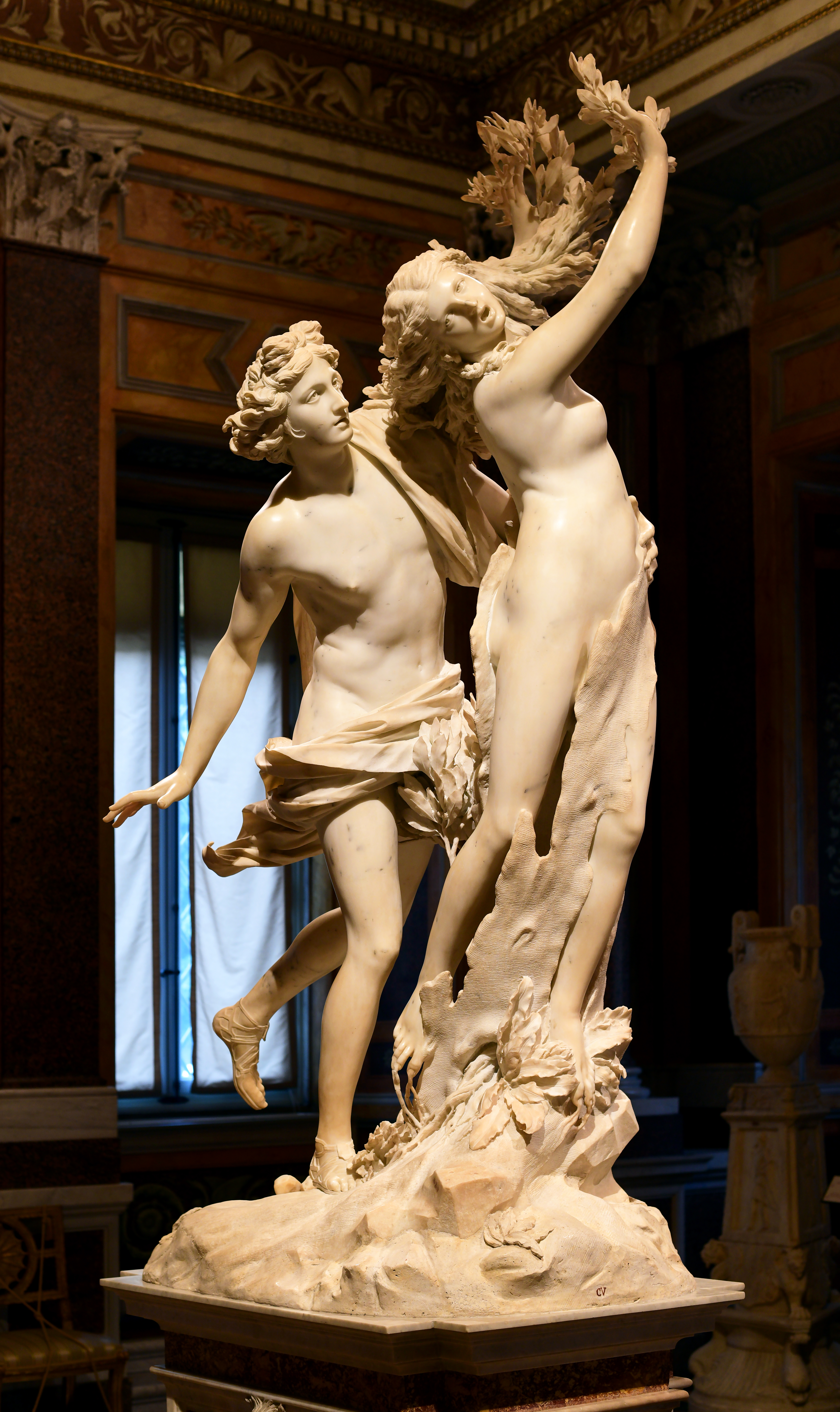
Apolo e Dafne (1622–1625), de Bernini (Galeria Borghese)
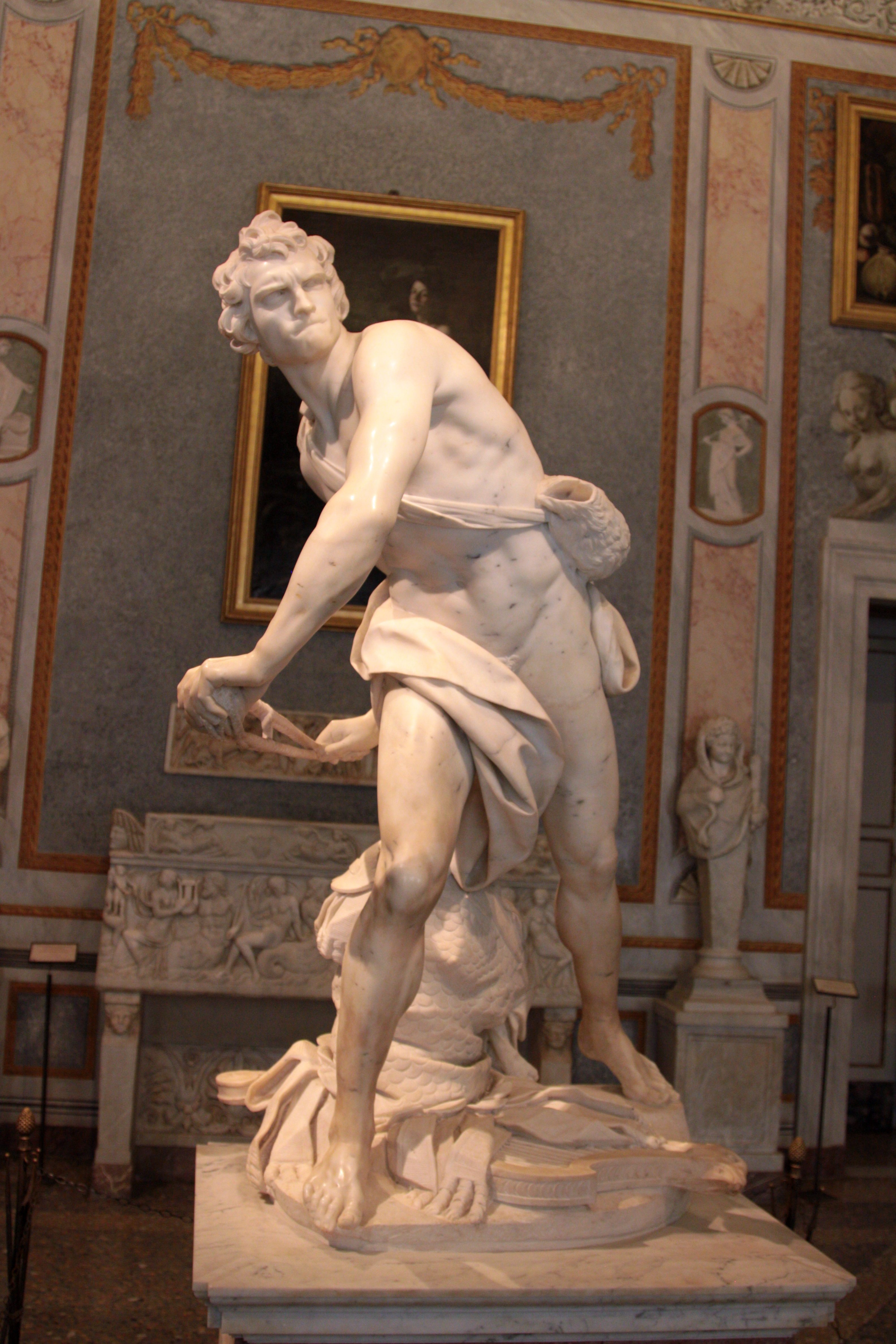
David (1623–1624) de Bernini (Galeria Borghese)
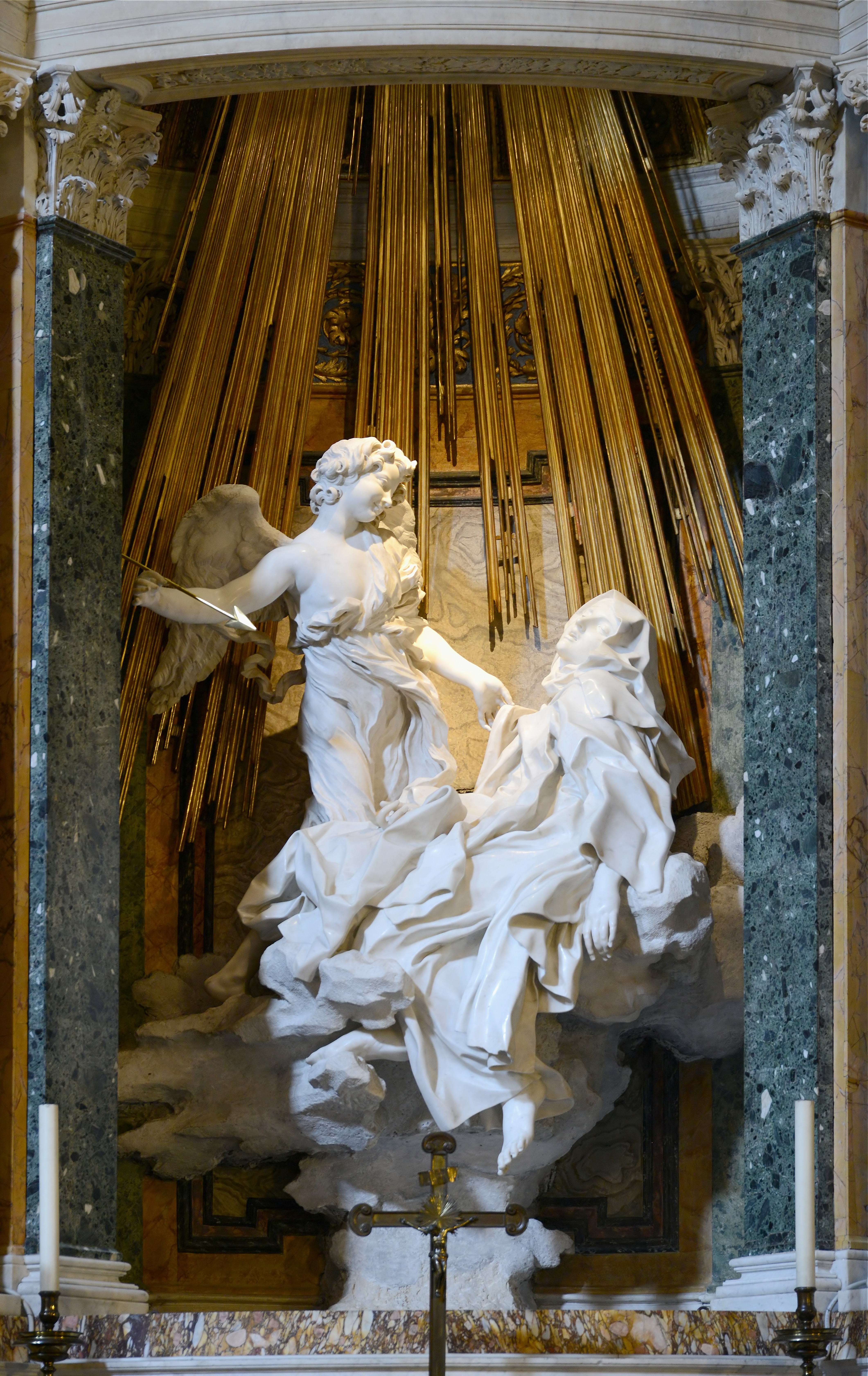
Êxtase de Santa Teresa (1647-1652), de Bernini
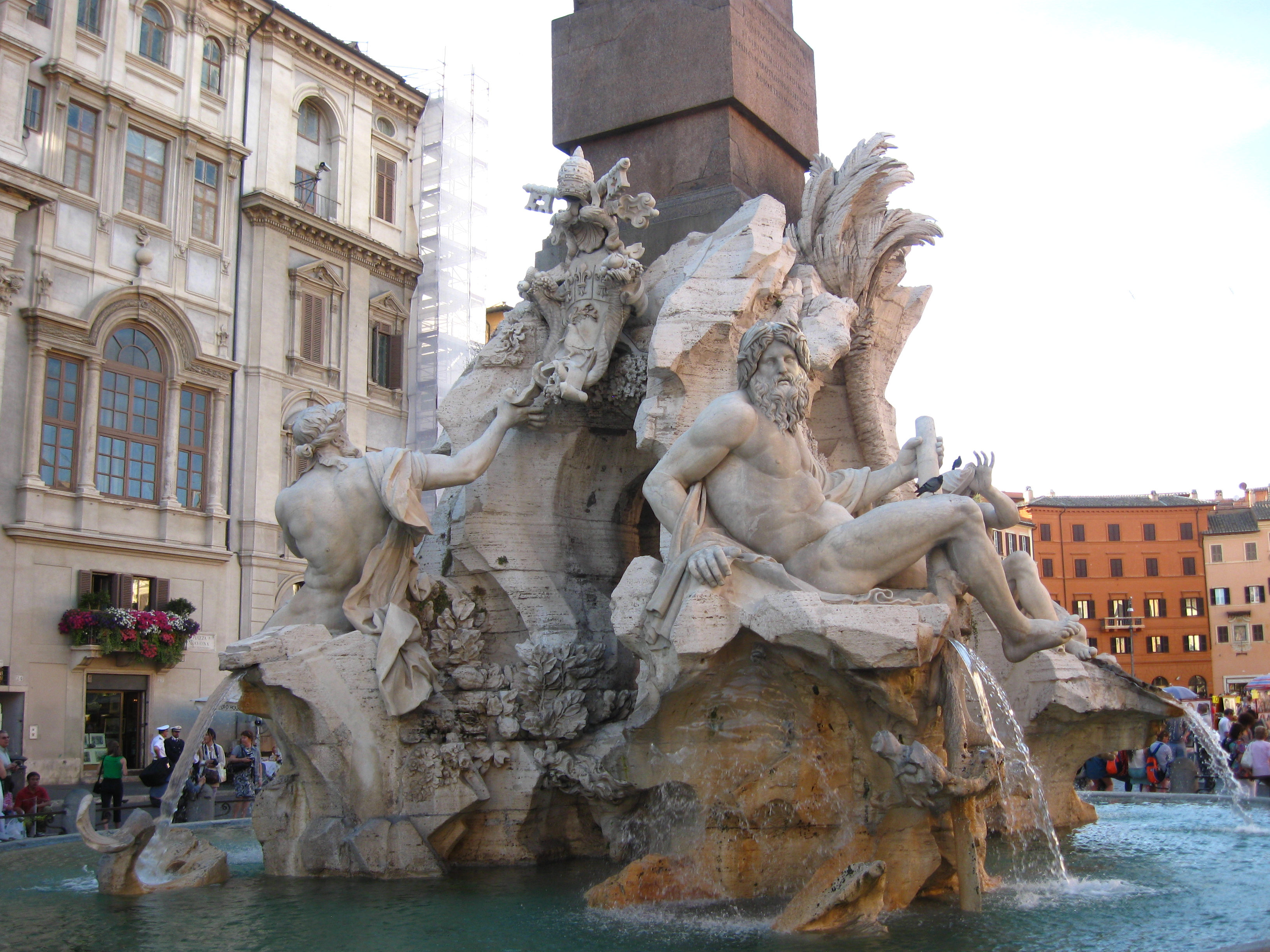
Fonte dos Quatro Rios, Roma (1648-1651)
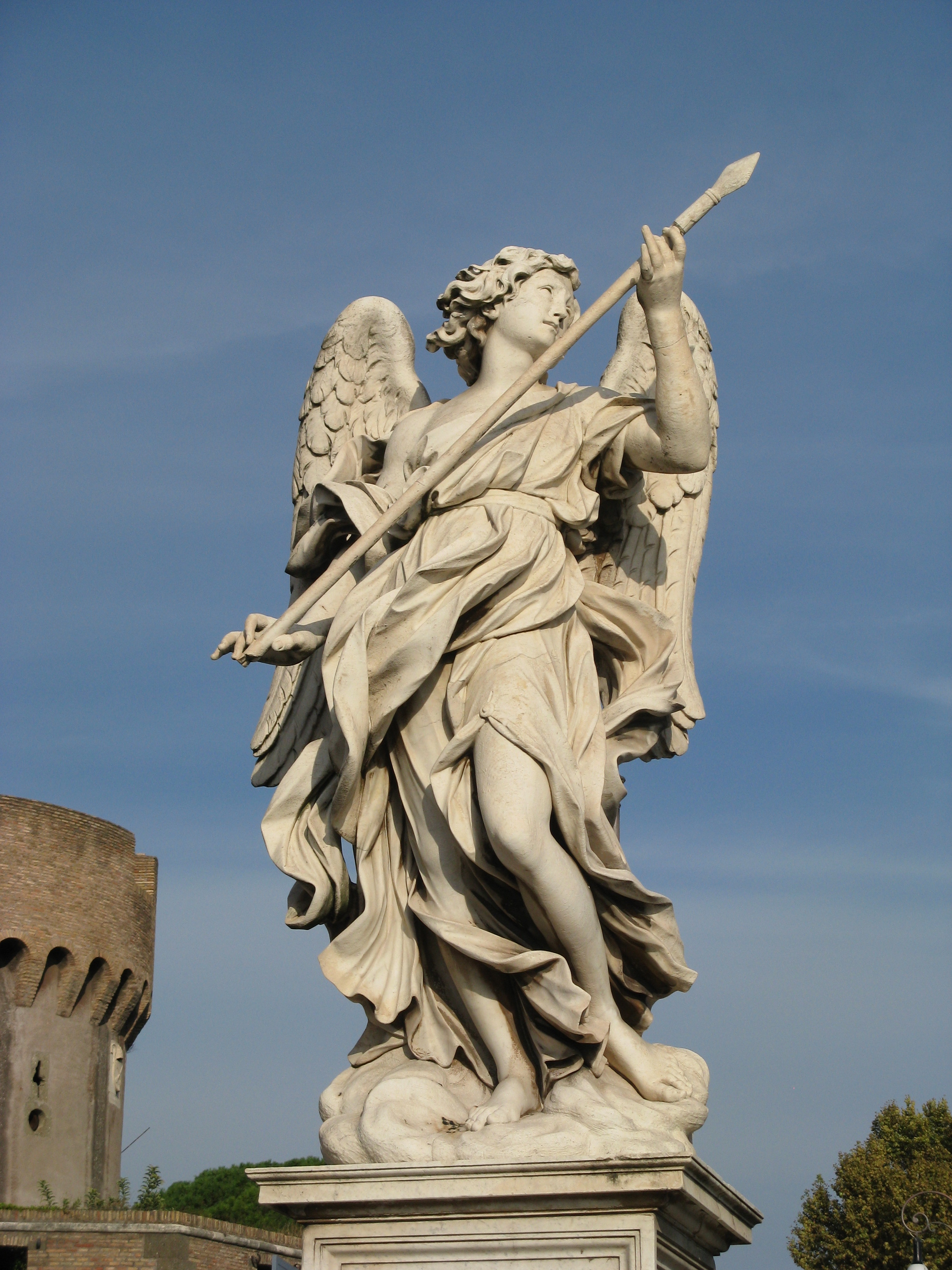
Anjo com lança (1667-1669) de Domenico Guidi, para a Via Crucis de Bernini, Ponte de Santo Ângelo, Roma

### Maderno, Mochi e os outros escultores barrocos italianos
Generosas encomendas papais fizeram de Roma um íman para os escultores de Itália e de toda a Europa. Decoraram igrejas, praças e, especialidade de Roma, as novas fontes populares criadas na cidade. Stefano Maderna (1576-1636), originário de Bissone na Lombardia, antecedeu a obra de Bernini. Iniciou a sua carreira fazendo cópias de obras clássicas em bronze em tamanho reduzido. A sua principal obra de grande envergadura foi uma estátua da Santa Cecília (1600, para a igreja de Santa Cecília em Trastevere, Roma. O corpo do santo é alongado, como se estivesse num sarcófago, evocando uma sensação de pathos.
Outro escultor romano importante foi Francesco Mochi, nascido em Montevarchi, perto de Florença. Fez uma famosa estátua equestre de bronze de Alexandre Farnese para a praça principal de Piacenza (1620-1625) e uma vívida estátua de Santa Verónica para a Basílica de São Pedro, tão ativa que parece estar prestes a sair do nicho.
Outros escultores notáveis do barroco italiano foram Alessandro Algardi, cuja primeira grande encomenda foi o túmulo de papa Leão XI. Era considerado um rival de Bernini, embora o seu trabalho fosse de estilo semelhante.
O escultor flamengo François Duquesnoy (1597–1643) foi outra figura importante do barroco italiano. Amigo do pintor Poussin, era especialmente conhecido pela sua estátua de Santa Susana em Santa Maria de Loreto em Roma e pela sua estátua de Santo André (1629-1633) no Vaticano. Foi nomeado escultor real de Luís XIII de França, mas morreu em 1643 durante a viagem de Roma para Paris.
Entre os escultores mais importantes do final do período, encontrava-se Niccolo Salvi, cuja obra mais famosa foi o desenho da Fontana di Trevi (1732-1751). A fonte continha obras alegóricas de outros escultores barrocos italianos proeminentes, incluindo Filippo della Valle, Pietro Bracci e Giovanni Grossi. A fonte, em toda a sua grandiosidade e exuberância, representou o ato final do estilo barroco italiano.

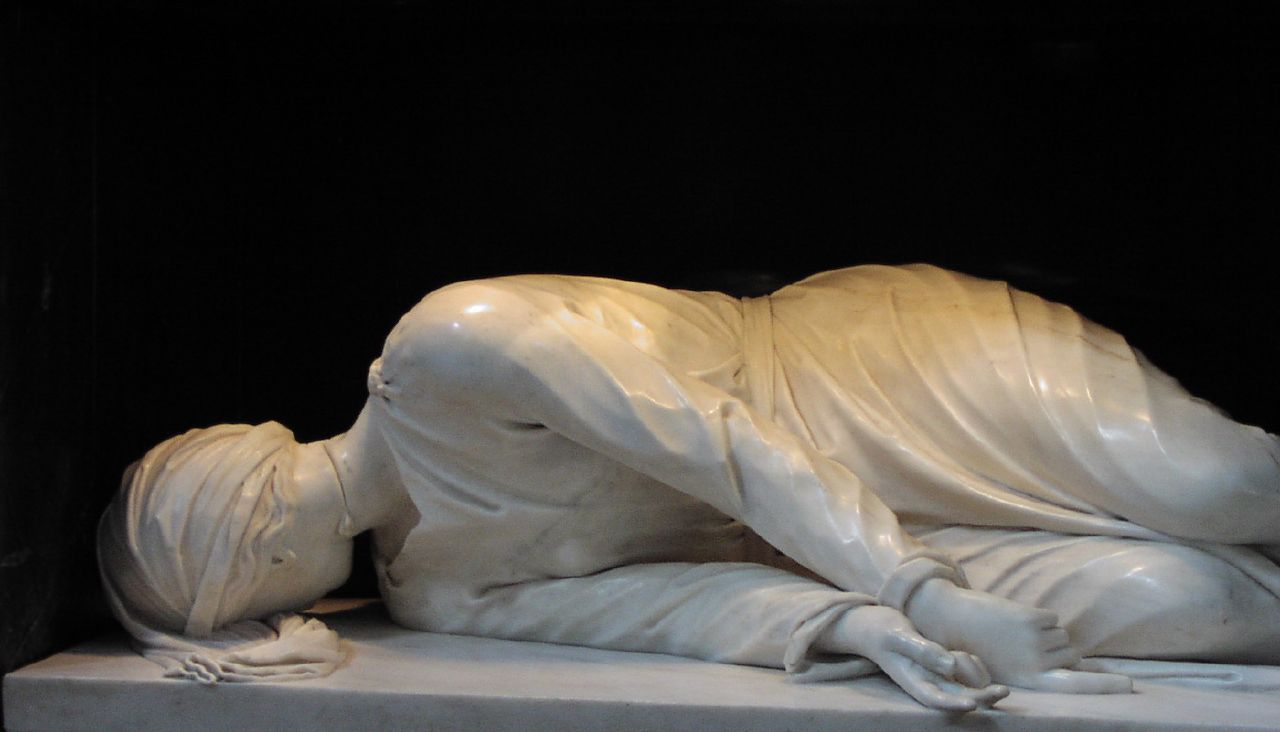
Santa Cecilia (1599) de Stefano Maderno, Santa Cecília em Travestere
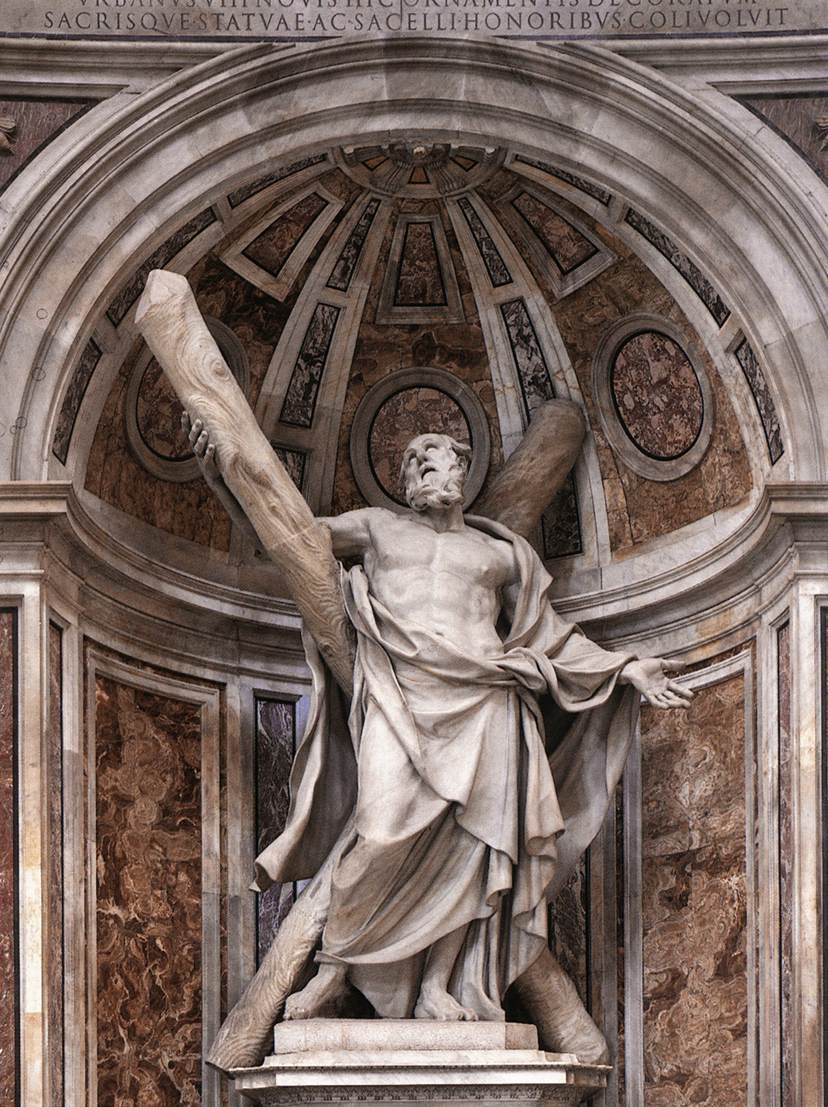
Santo André de François Duquesnoy (1629–33), basílica de São Pedro
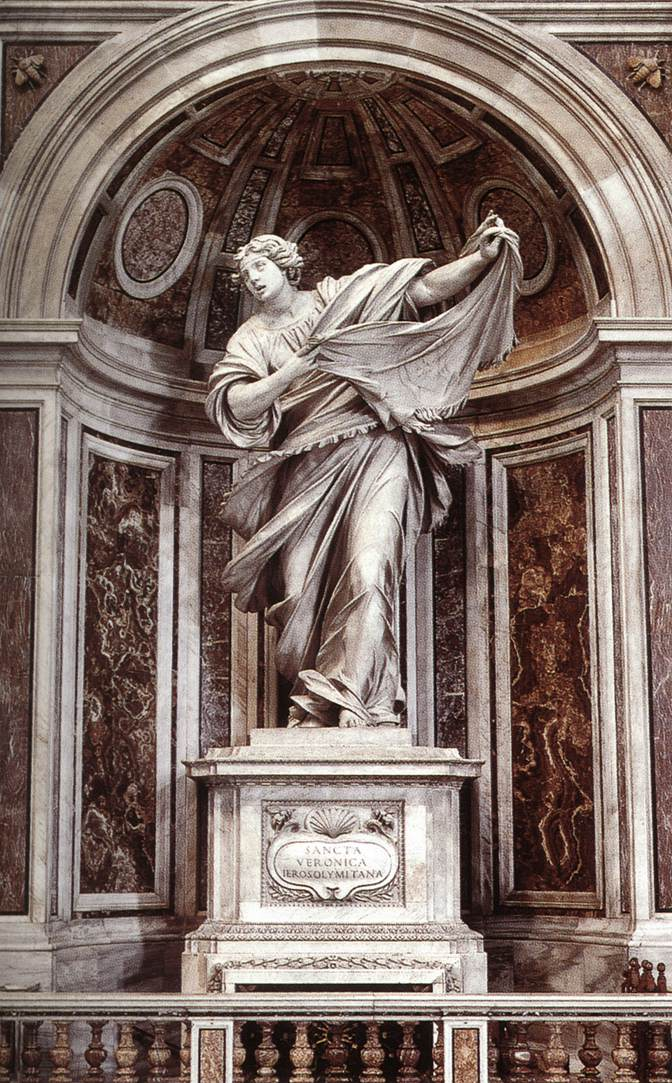
Santa Verónica de Francesco Mochi (1640), no Vaticano
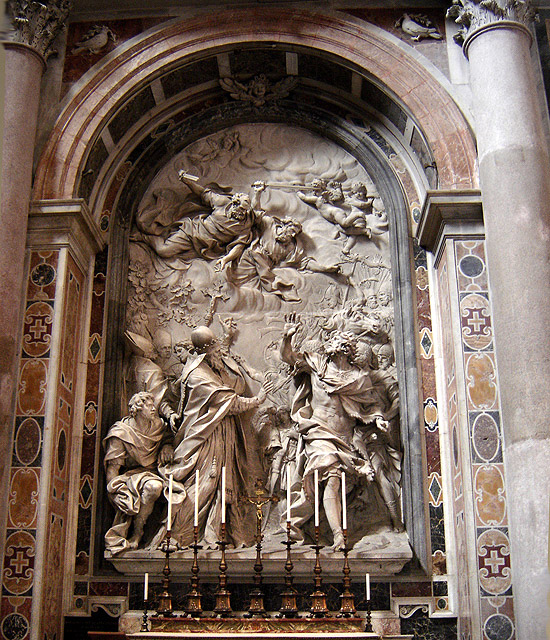
O encontro de Átila, o Huno e o papa Leão I de Alessandro Algardi
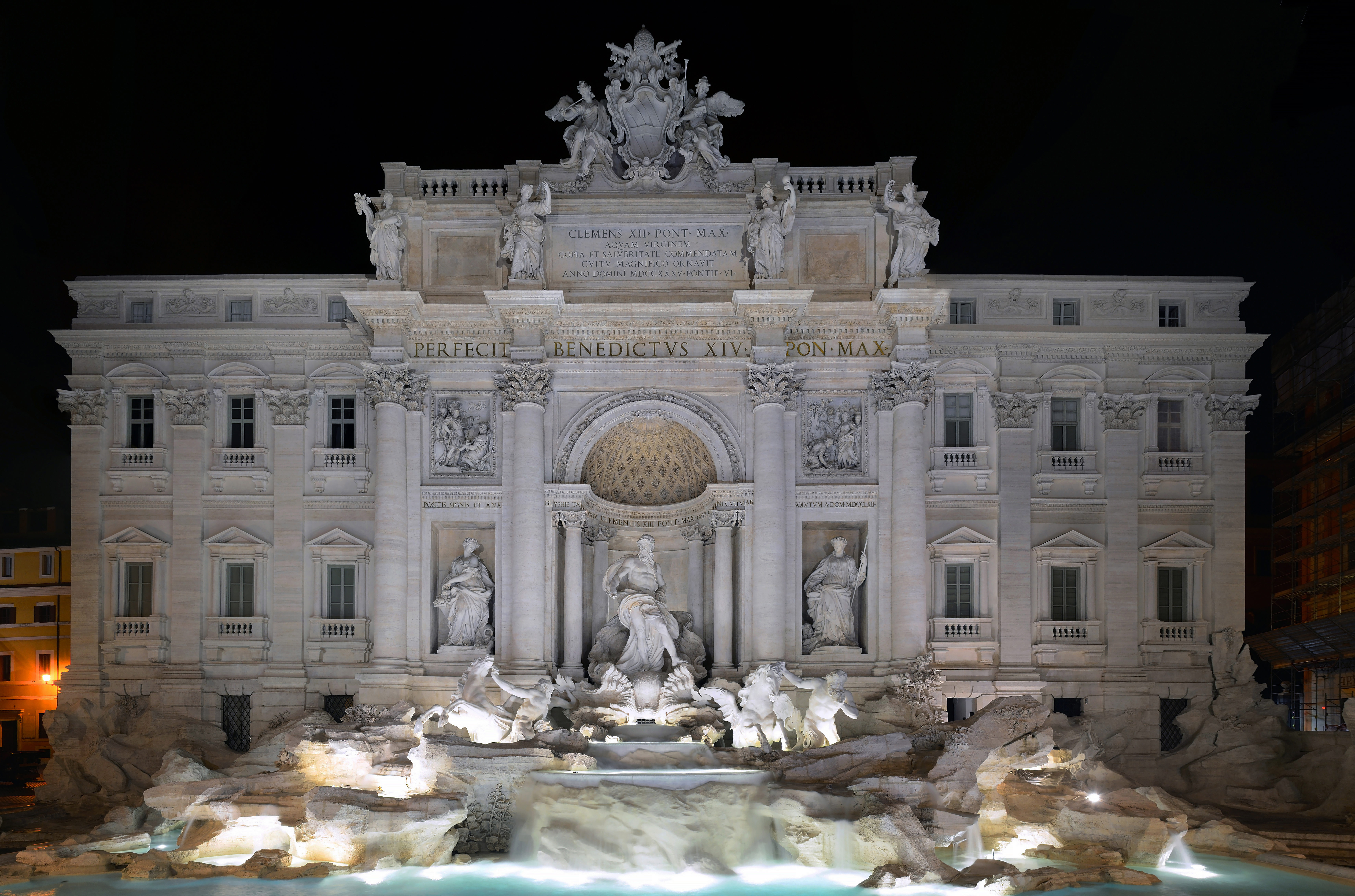
Fonte de Trevi, desenho de Niccolo Salvi (1732–51)

## Escultura barroca para lá da Península Itálica

### França
A maior parte da escultura barroca francesa pretendia glorificar não a Igreja, mas o monarca francês Luís XIV de França e o seu sucessor Luís XV. Grande parte foi produzida pelos escultores da nova Academia Real de Pintura e Escultura, fundada em 1648 e mais tarde supervisionada de perto por Jean-Baptiste Colbert, o ministro das finanças do rei. Os escultores franceses trabalharam em estreita colaboração com pintores, arquitetos e paisagistas como André Le Notre para criar os efeitos esculturais encontrados no palácio de Versalhes e nos seus jardins, nas outras residências reais e nas estátuas para as novas praças da cidade criadas em Paris e outras cidades francesas. Colbert estabeleceu também a Academia Francesa em Roma para que os escultores e pintores franceses pudessem estudar modelos clássicos.
No início do período barroco, os escultores franceses foram largamente influenciados pelos pintores da Flandres e dos Países Baixos, particularmente pelo maneirismo de Giambologna, em vez de olharem para a Itália. Estes artistas incluíram Germain Pilon (1525–1590); Jean Varin (1604–1672) e Jacques Sarrazin (1592–1660). Gian Lorenzo Bernini, no auge da sua fama, veio a Paris em 1665 para apresentar o seu próprio plano para o Louvre a Luis XIV. O rei não gostou do escultor nem do seu trabalho, e o plano foi rejeitado, embora Bernini tenha produzido um belo busto de Luis XIV hoje exposto no palácio de Versalhes.
Os melhores escultores franceses comprometeram-se a fazer estátuas para os jardins das fontes do palácio de Versalhes e outras residências reais. Entre eles estavam Pierre Puget, Jacques Sarazin, François Girardon, Jean-Baptiste Tuby, Antoine Coysevox e Edme Bouchardon. Guillaume Coustou criou um grupo de cavalos de alta qualidade para os jardins do Château de Marly.
Nos últimos anos da era barroca, Jean Baptiste Lemoyne, diretor da Academia Francesa em Roma, foi considerado o melhor escultor de rococó, embora a sua fama tenha sido eclipsada pelo seu aluno, Jean-Antoine Houdon, que liderou a transição da escultura francesa do Barroco para o classicismo.

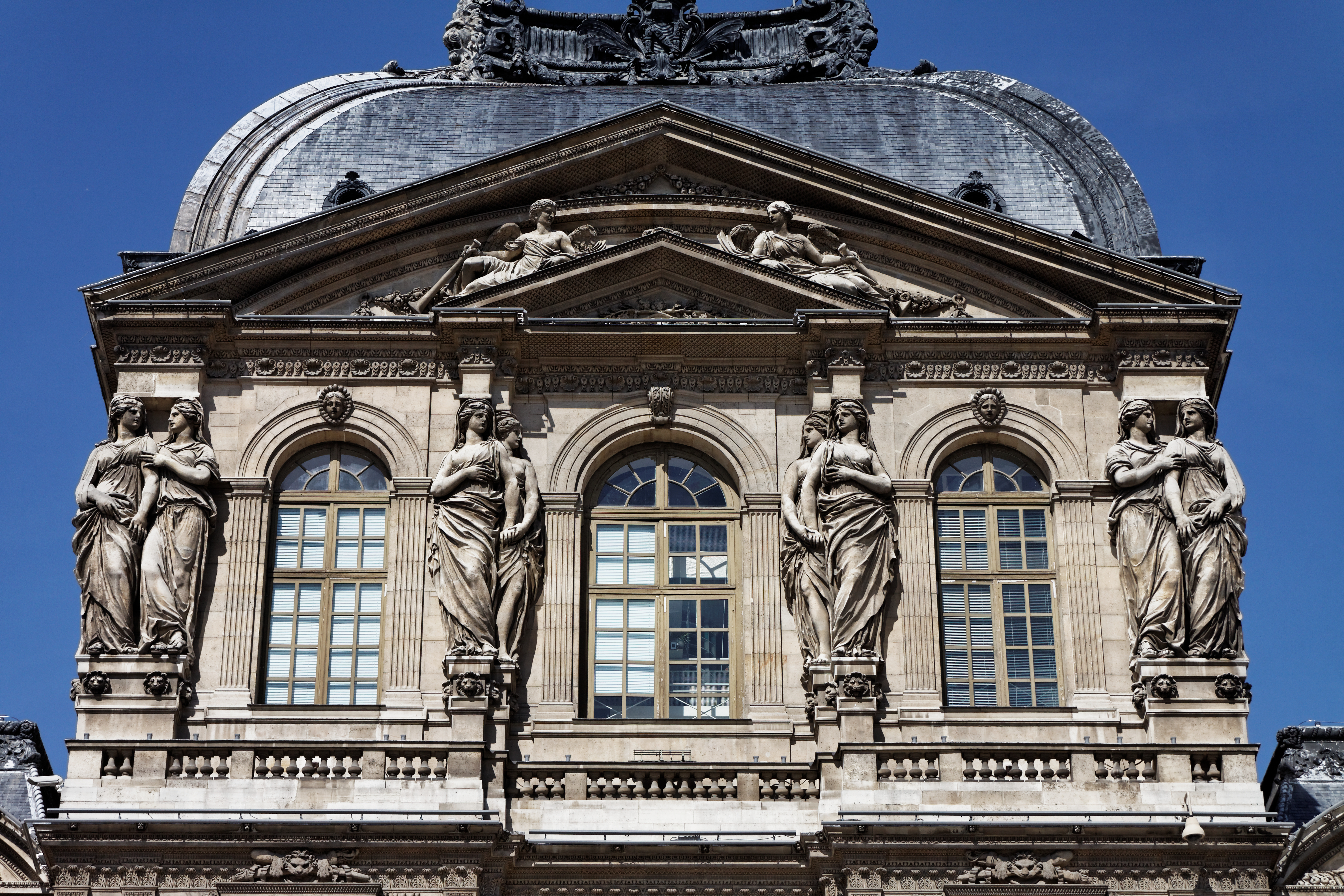
Cariátides no Pavillon de l ' Horloge de Jacques Sarazin, Palácio do Louvre (1639–40)
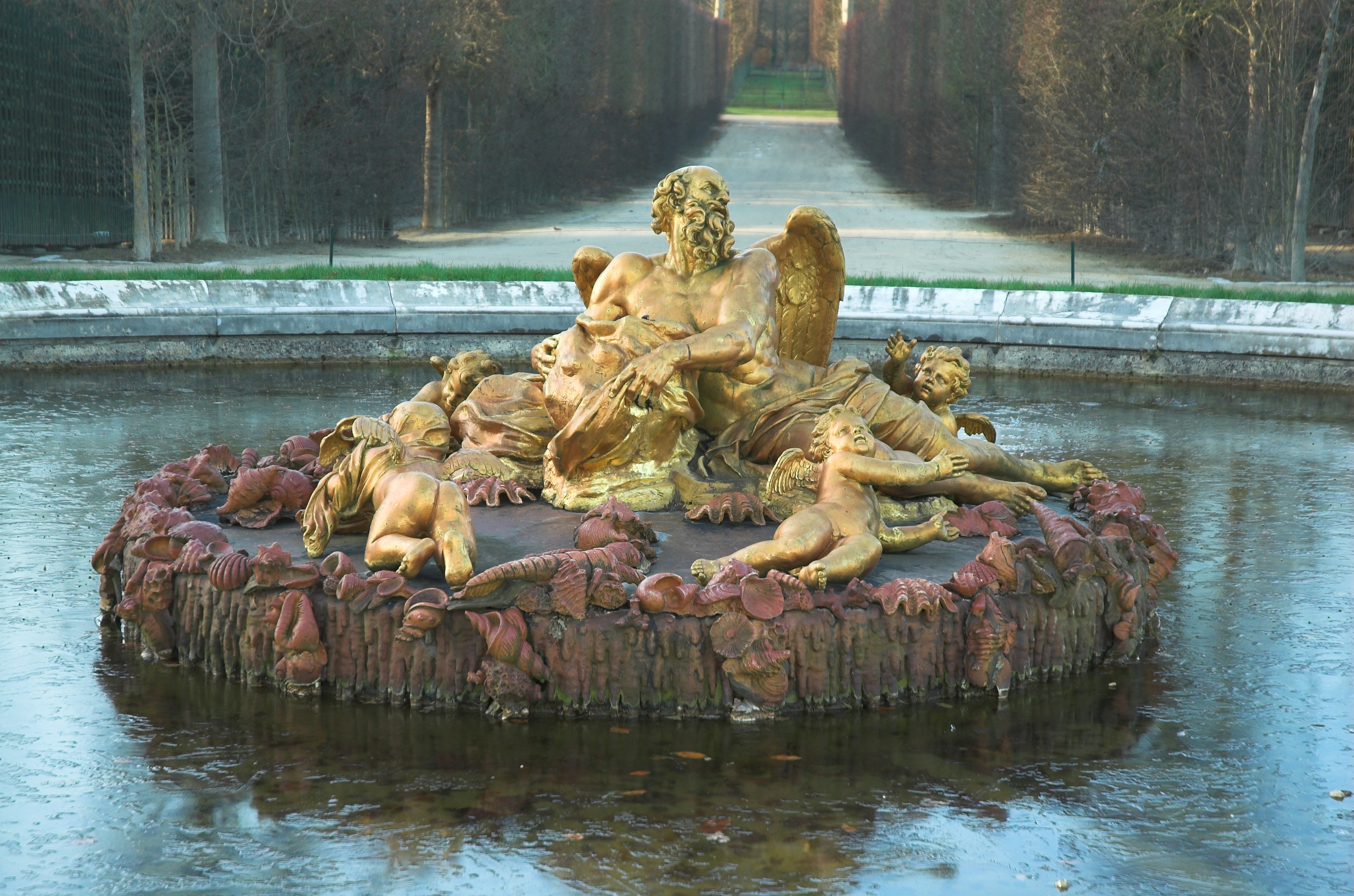
Bacia de Saturno, François Girardon, Palácio de Versalhes ( 1672-1677)
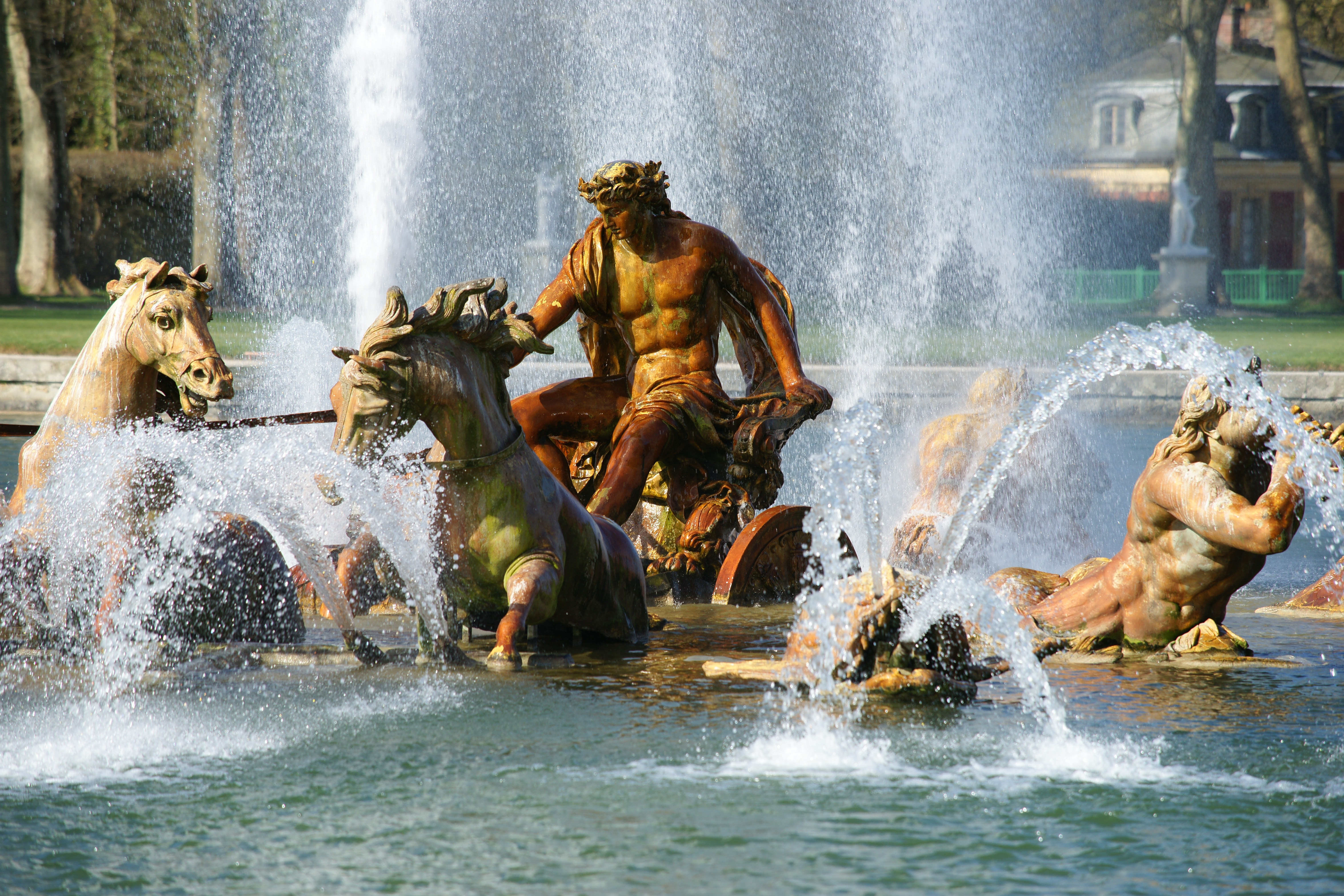
Jean-Baptiste Tuby, Carruagem de Apolo, Jardins do Palácio de Versalhes (1668–70)
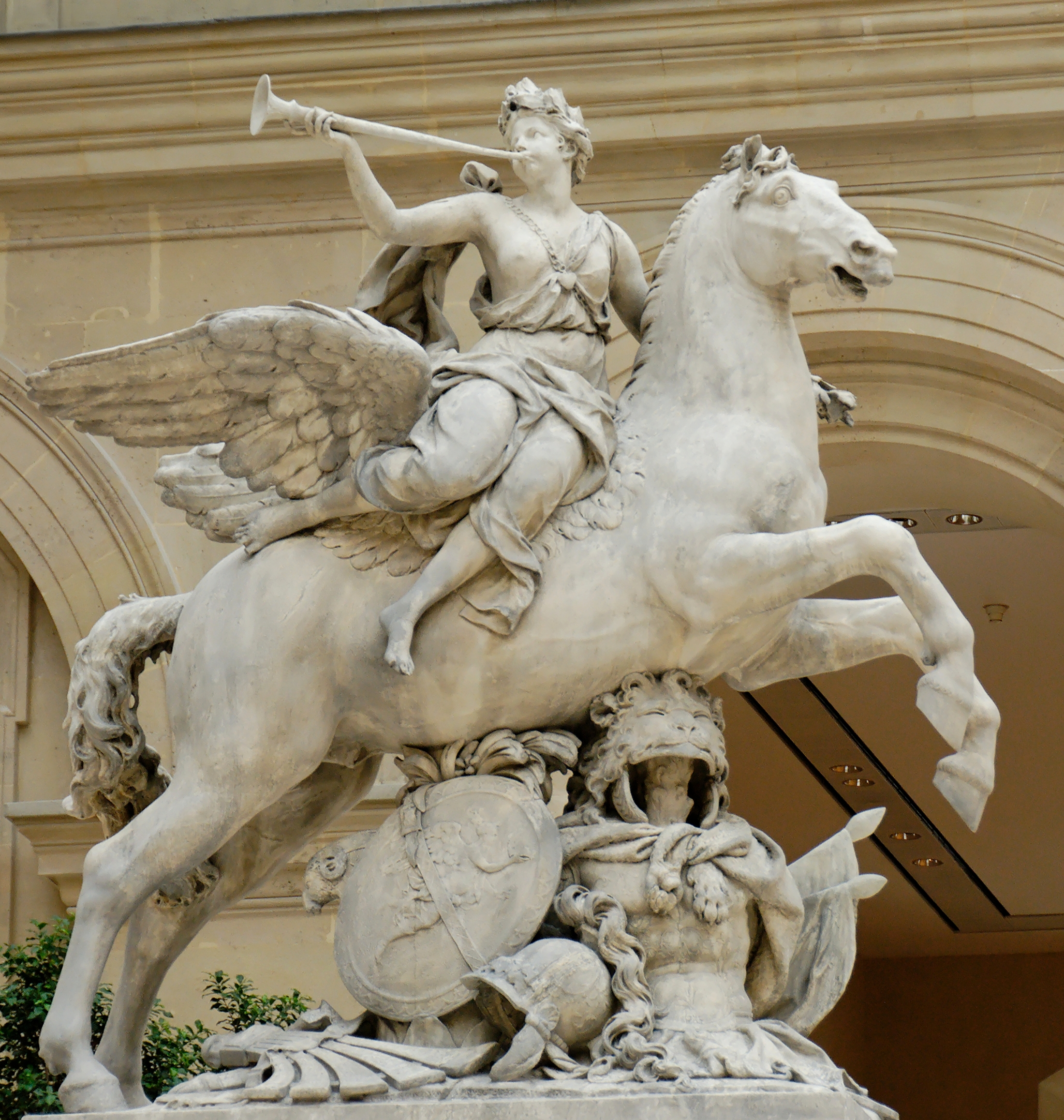
Fame Riding Pegasus de Antoine Coysevox para Marly, agora no Louvre (1701-1702)

### Sul dos Países Baixos
O sul dos Países Baixos, que se manteve sob domínio espanhol Católico e Romano, desempenhou um papel importante na difusão da escultura barroca no norte da Europa. A contra-reforma exigia que os artistas criassem pinturas e esculturas em contextos eclesiásticos que falassem aos analfabetos e não aos letrados. A contra-reforma sublinhou alguns pontos da doutrina religiosa, pelo que certos móveis da igreja, como o confessionário, ganharam maior importância. Estes acontecimentos provocaram um aumento acentuado da procura de esculturas religiosas no sul dos Países Baixos. O escultor de Bruxelas François Duquesnoy, que trabalhou a maior parte da sua carreira em Roma, desempenhou um papel fundamental. O seu estilo barroco mais elaborado e mais próximo do classicismo de Bernini difundiu-se no sul da Holanda através do seu irmão Jerôme Duquesnoy (II) e de outros artistas flamengos que estudaram na sua oficina em Roma, como Rombaut Pauwels.
O escultor mais proeminente foi Artus Quellinus, o Velho, membro de uma família de escultores e pintores famosos, primo e mestre de outro flamengo proeminente, Artus Quellinus, o Jovem. Nascido em Antuérpia, passou uma temporada em Roma onde conheceu o barroco local e do seu compatriota Duquesnoy. Quando regressou à sua cidade natal, em 1640, trouxe consigo uma nova visão do papel do escultor. Este já não seria ornamental, mas criador de uma obra de arte total em que os componentes arquitetónicos foram substituídos por esculturas. O mobiliário da igreja tornou-se ocasião para a criação de composições de grande dimensão, incorporadas no interior da igreja. A partir de 1650, Quellinus trabalhou durante 15 anos no nova Câmara Municipal (Palácio Real) de Amesterdão juntamente com o arquitecto-chefe Jacob van Campen. Agora denominado Palácio Real de Dam, este projecto de construção, e em particular as decorações em mármore que ele e a sua oficina produziram, tornaram-se um exemplo para outros edifícios em Amesterdão. A equipa de escultores que Artus supervisionou durante o seu trabalho no conselho municipal de Amesterdão incluía muitos escultores que se tornariam os mais importantes por direito próprio, como o seu primo Artus Quellinus II, Rombout Verhulst, Bartholomeus Eggers e Gabriël Grupello e provavelmente também Grinling Gibbons. Mais tarde, espalhariam a linguagem barroca na República Holandesa, Alemanha e Inglaterra. Outro importante escultor barroco flamengo foi Lucas Faydherbe (1617-1697), natural de Mechelen, o segundo maior centro de escultura barroca do sul da Holanda. Formou-se em Antuérpia na oficina de Rubens e desempenhou um papel importante na divulgação da escultura do Alto Barroco no sul dos Países Baixos.
Enquanto o sul dos Países Baixos sofreu um declínio acentuado no nível de produção e reputação da sua escola pictórica na segunda metade do século XVII, a escultura substituiu a pintura em importância, impulsionada pela procura nacional e internacional e pela enorme produção de qualidade de uma série de obras familiares. Em particular, produziram as oficinas de Quellinus, Jan e Robrecht Colyn de Nole, Jan e Cornelis van Mildert, Hubert e Norbert van den Eynde, Peter I, Peter II e Hendrik Frans Verbrugghen, Willem Ignatius Kerricx, Pieter Scheemaeckers e Lodewijk Willemsens. Uma vasta gama de esculturas, incluindo mobiliário de igreja, monumentos funerários e esculturas de pequena escala executadas em marfim e madeiras duráveis como o buxo. Enquanto Artus Quellinus, o Velho, representava o Alto Barroco, uma fase posterior do período exuberante do Barroco denominado Barroco Tardio teve início na década de 1660. Nesta fase as obras tornaram-se mais teatrais, manifestando-se através de representações religiosas-extáticas e luxuosas e vistosas decorações.

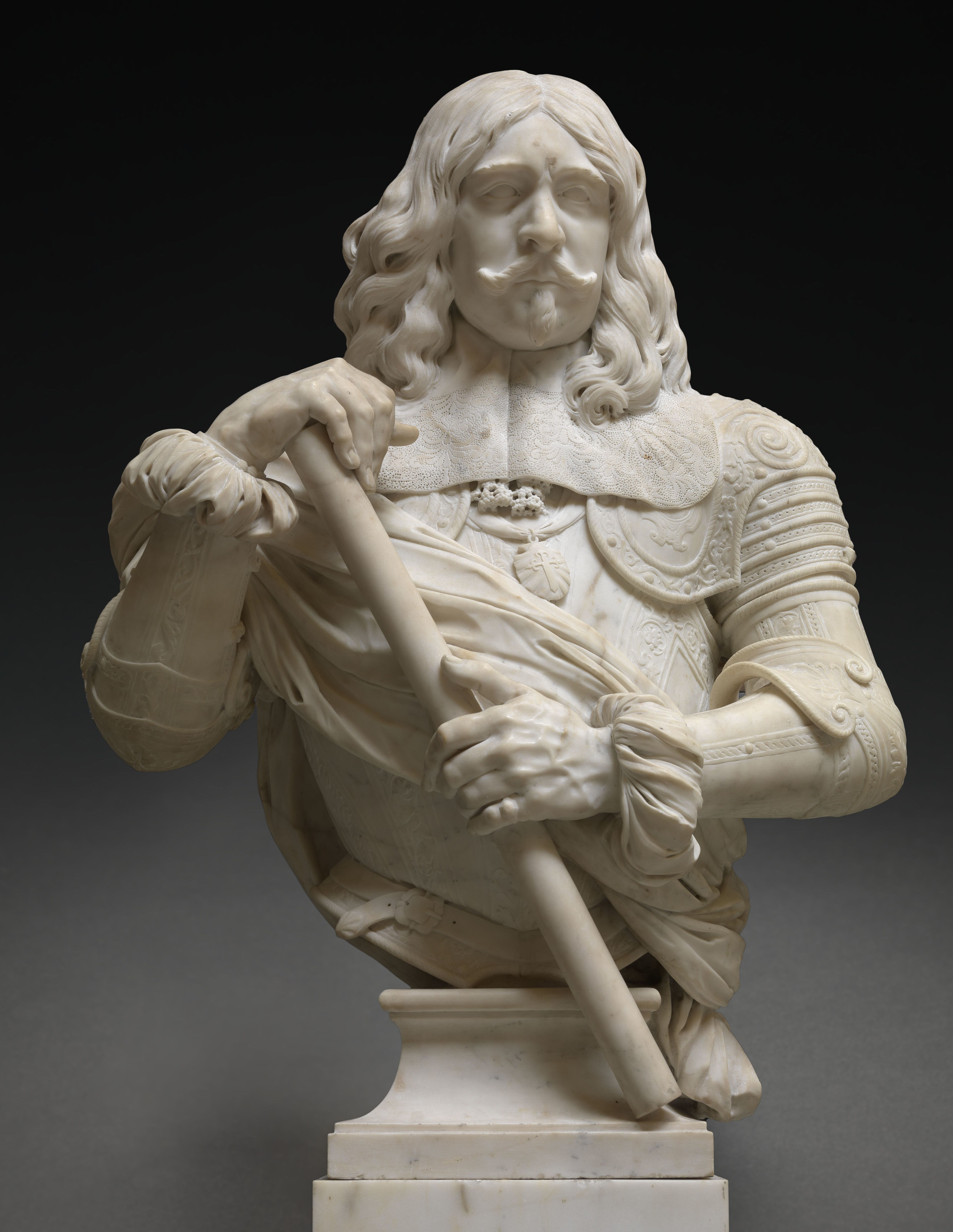
Luis de Benavides Carrillo, marqués de Caracena por Artus Quellinus o Vello (1664), Museu Real de Belas Artes de Anveres
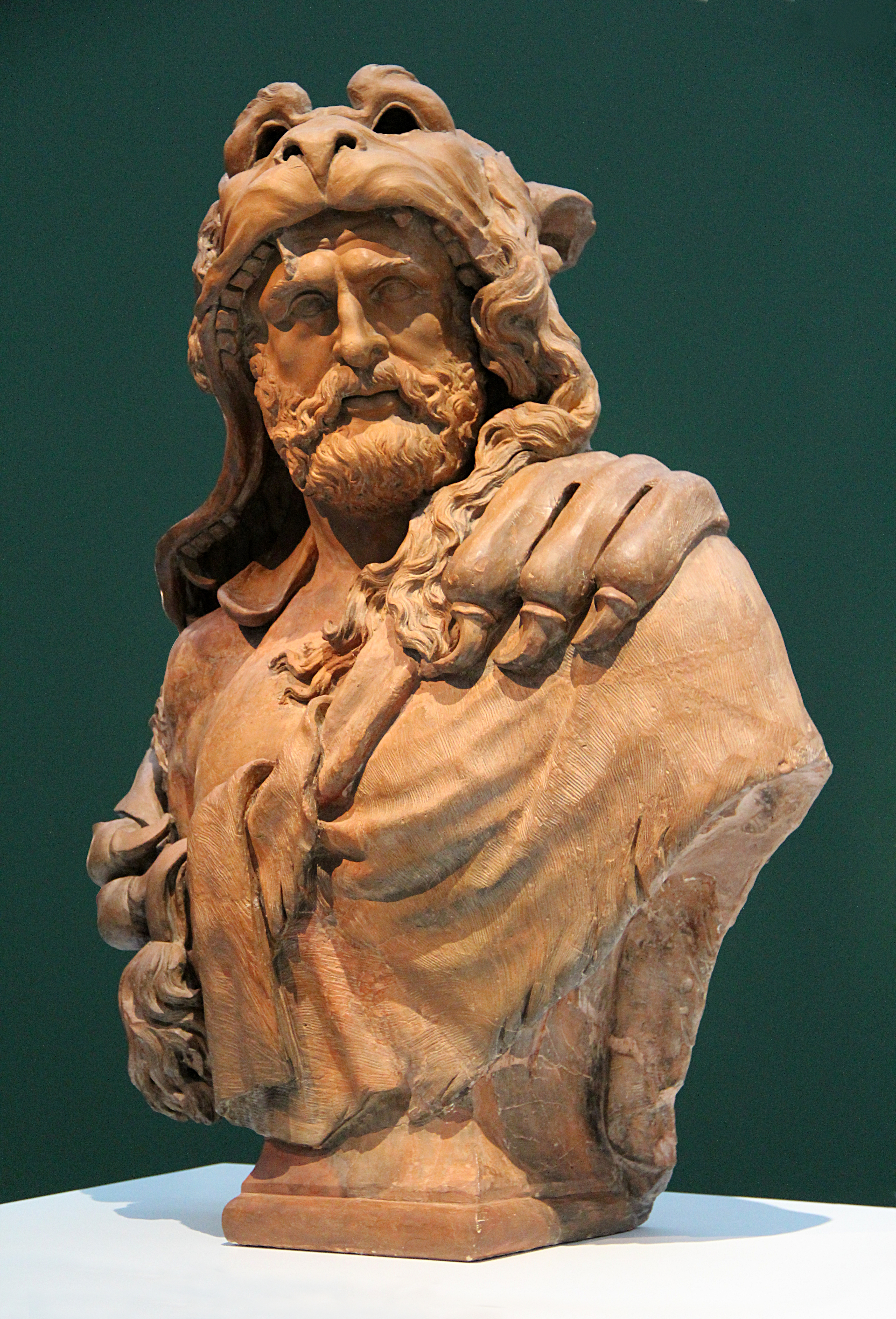
Hércules, de Lucas Faydherbe (1640-1650), Louvre
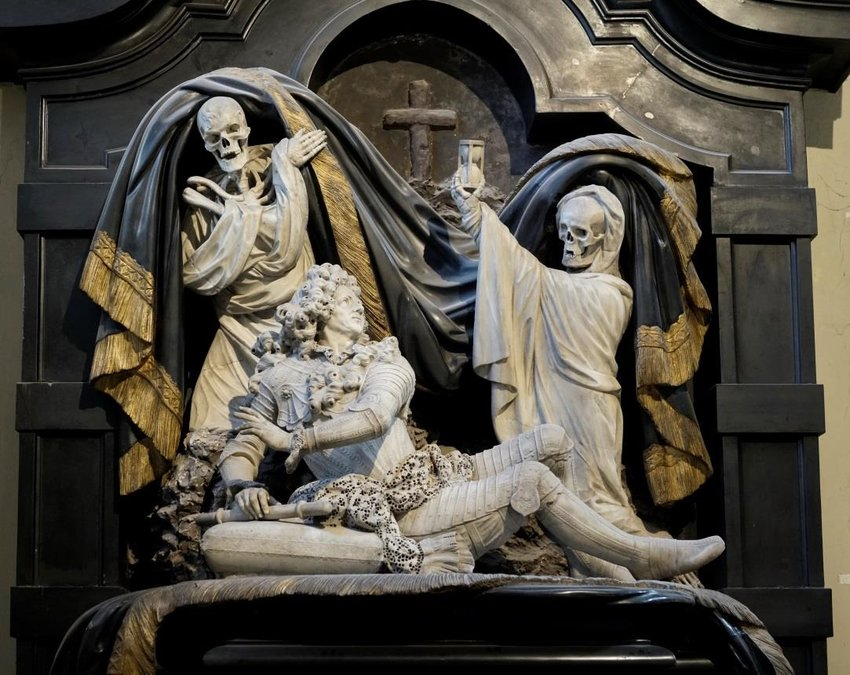
Monumento funerário para Marcas De Velasco, de Pieter Scheemaeckers (1694-1697), igreja de Santiago em Anveres
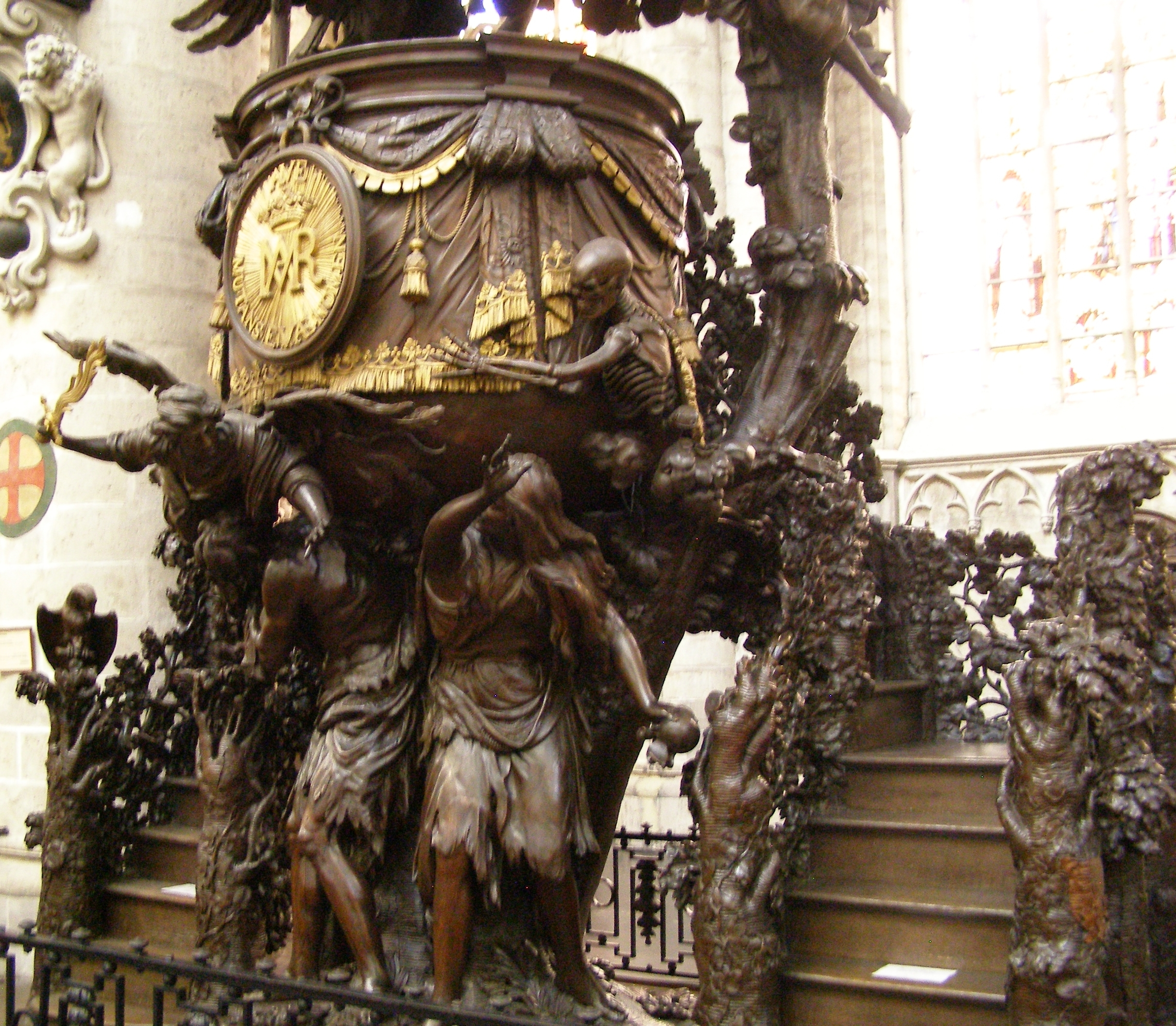
Púlpito da catedral de Bruxelas, de Hendrik Frans Verbruggen (1695-1699)
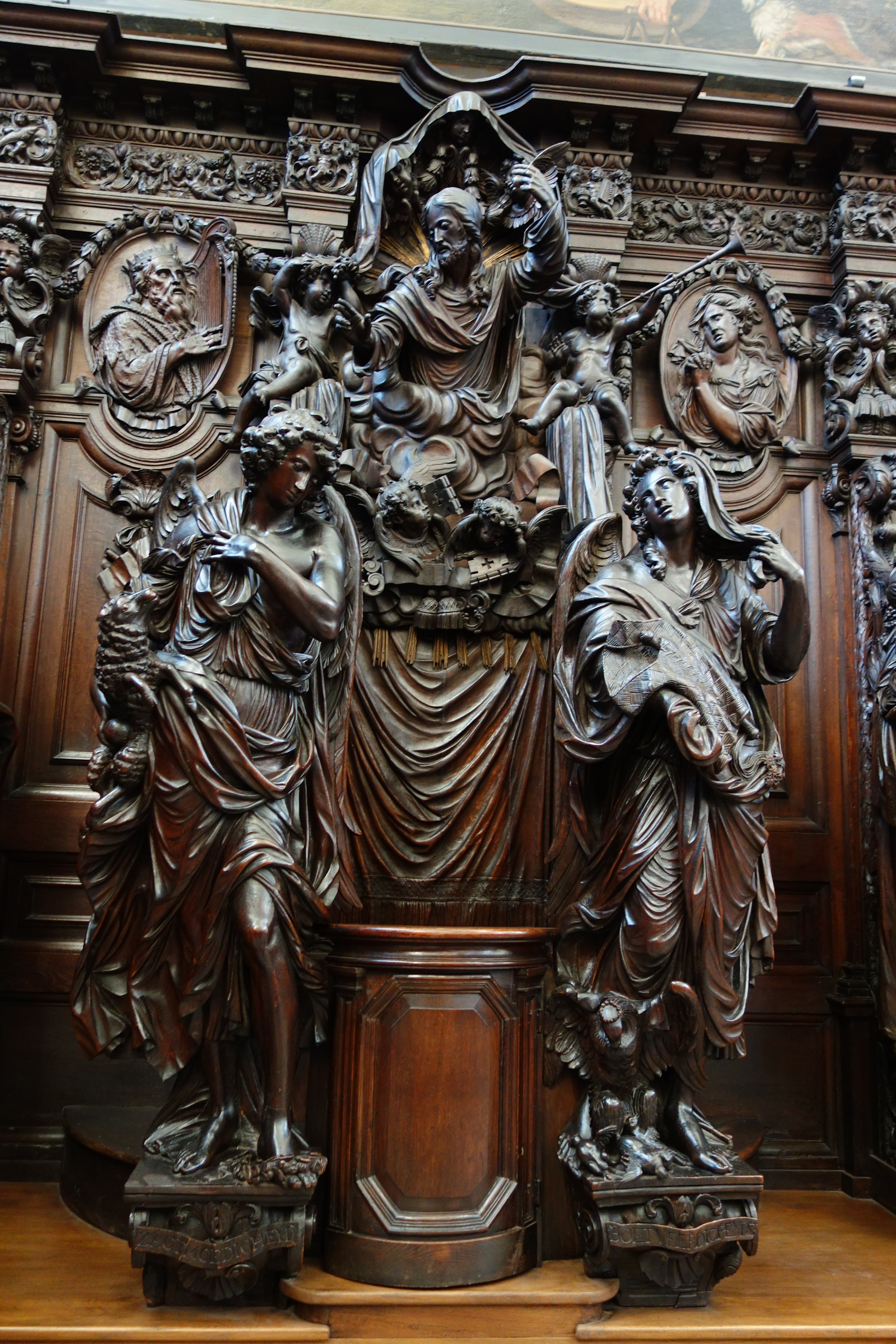
O último juízo de Willem Kerricx (1695-1699), Igreja de São Paulo, Anveres

### República Holandesa
Depois de romper com a Espanha, as Províncias Unidas dos Países Baixos predominantemente calvinistas produziram um escultor de renome internacional, Hendrick de Keyser (1565–1621). Foi também o arquiteto-chefe de Amesterdão e criador de importantes igrejas e monumentos. A sua obra de escultura mais famosa é o túmulo de Guilherme, o Silencioso (1614–1622) em Nieuwe Kerk de Delft. O túmulo foi esculpido em mármore, originalmente preto, mas agora branco, com estátuas de bronze representando Guilherme, o Silencioso, com a Glória aos seus pés e as quatro virtudes cardeais nos cantos. Como a igreja era calvinista, as figuras femininas das virtudes cardeais estavam completamente vestidas da cabeça aos pés.
Os alunos e assistentes do escultor flamengo Artus Quellinus, o Velho, que a partir de 1650 trabalhou durante quinze anos no novo município de Amesterdão, desempenharam um papel importante na difusão da escultura barroca na República Holandesa. Agora denominado Palácio Real Dam, este projecto de construção, e em particular as decorações em mármore que ele e a sua oficina produziram, tornaram-se um exemplo para outros edifícios em Amesterdão. Os muitos escultores flamengos que se juntaram a Quellinus para trabalhar neste projeto tiveram uma influência importante na escultura barroca holandesa. Incluem Rombout Verhulst, que se tornou o principal escultor de monumentos de mármore, incluindo monumentos funerários, figuras de jardim e retratos.
Outros escultores flamengos que contribuíram para a escultura barroca na República Holandesa foram Jan Claudius de Cock, Jan Baptist Xavery, Pieter Xavery, Bartholomeus Eggers e Francis van Bossuit. Alguns deles deram formação a escultores locais. Por exemplo, o escultor holandês Johannes Ebbelaer recebeu provavelmente formação de Rombout Verhulst, Pieter Xavery e Francis van Bossuit. Acredita-se que Van Bossuit terá sido o professor de Inácio van Logteren. Van Logteren e o seu filho Jan van Logteren deixaram uma marca importante em toda a arquitetura e decoração de fachadas do século XVIII de Amesterdão. A sua obra constitui o último ápice do barroco tardio e o primeiro estilo rococó em escultura na República Holandesa.

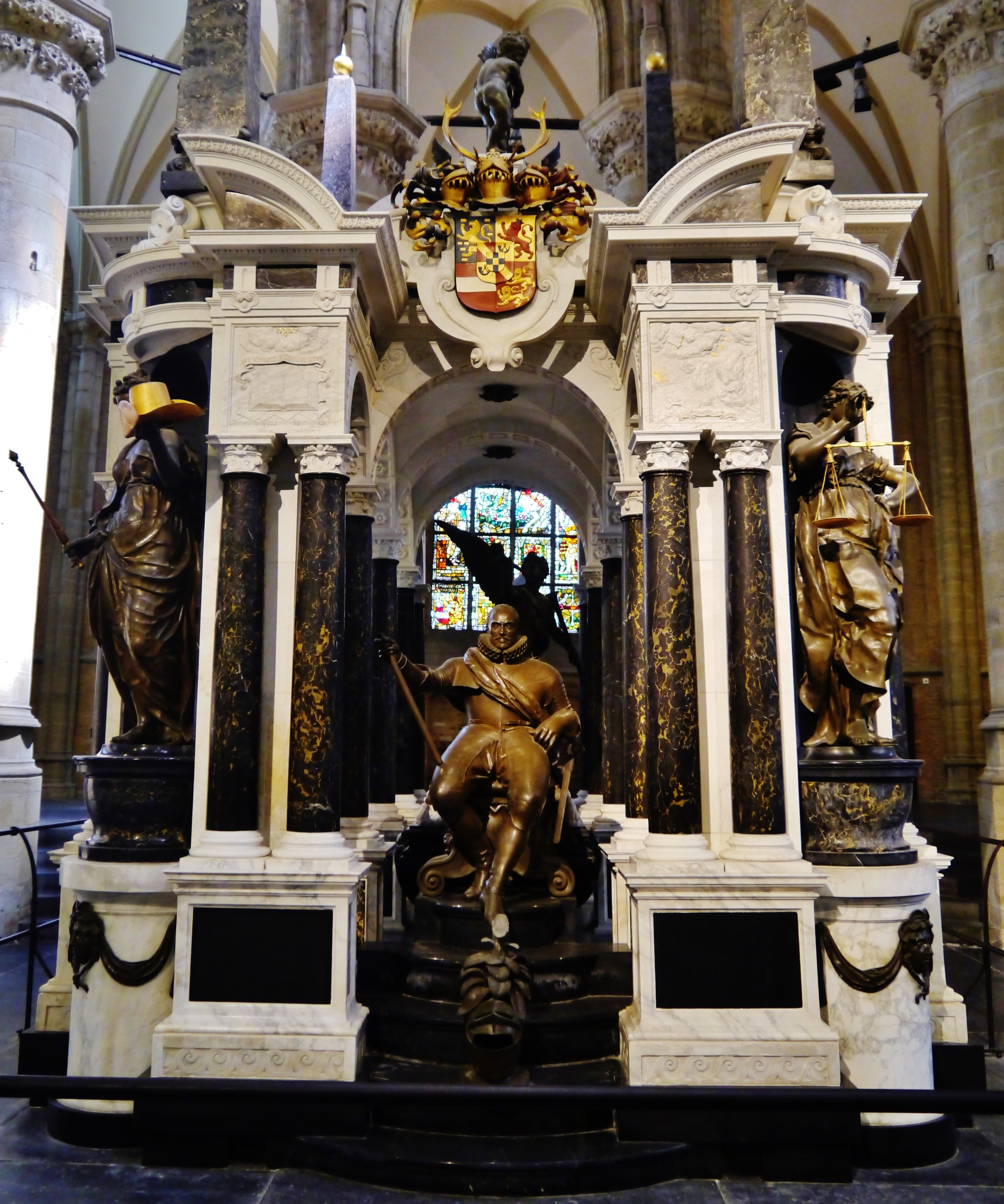
Túmulo de Guilherme, o Silencioso de Hendrick de Keyser (1614-1622)
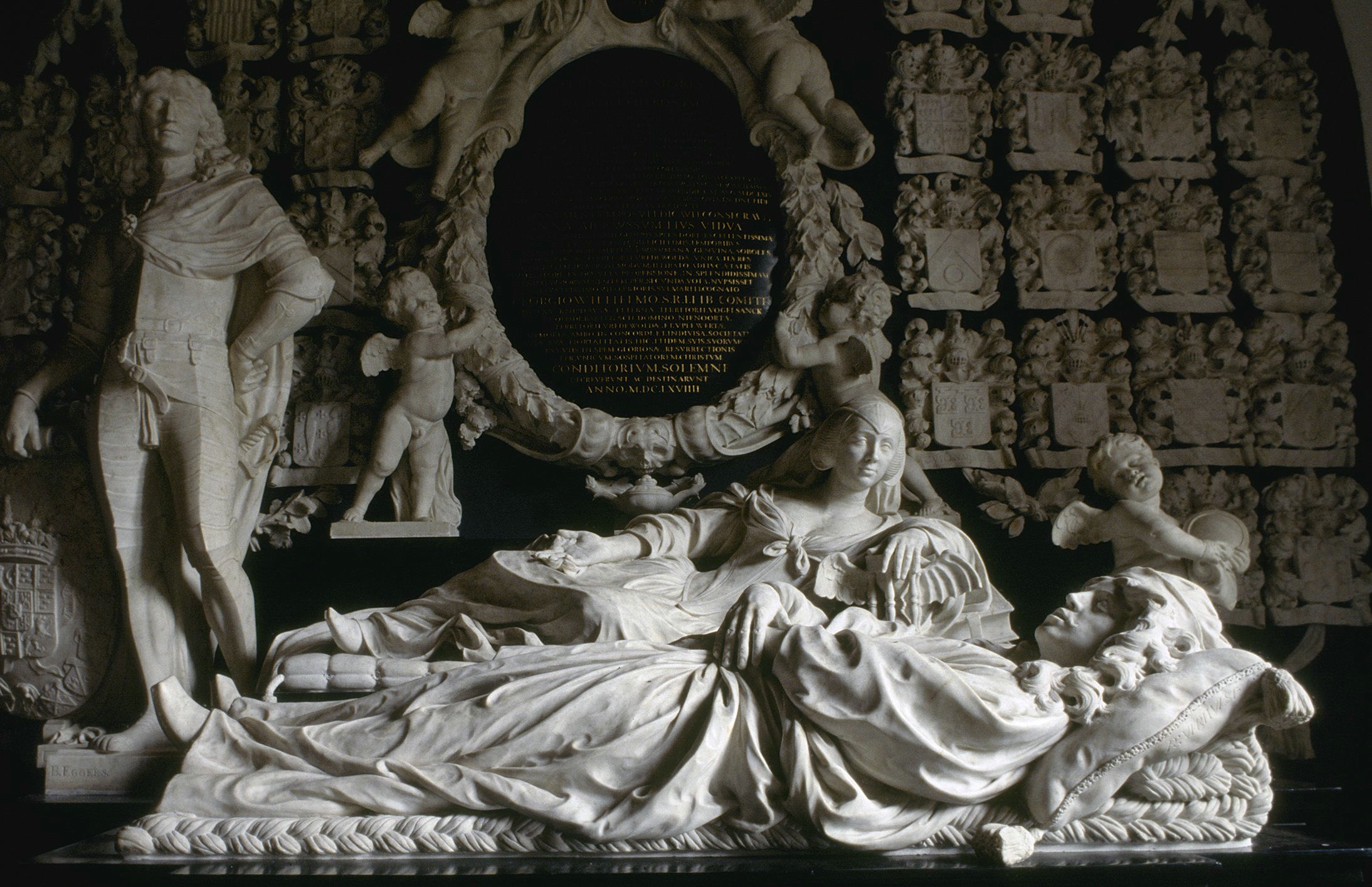
Tumba de Van In- en Kniphuisen de Rombout Verhulst e Bartholomeus Eggers (1665-69), igreja de Midwolde
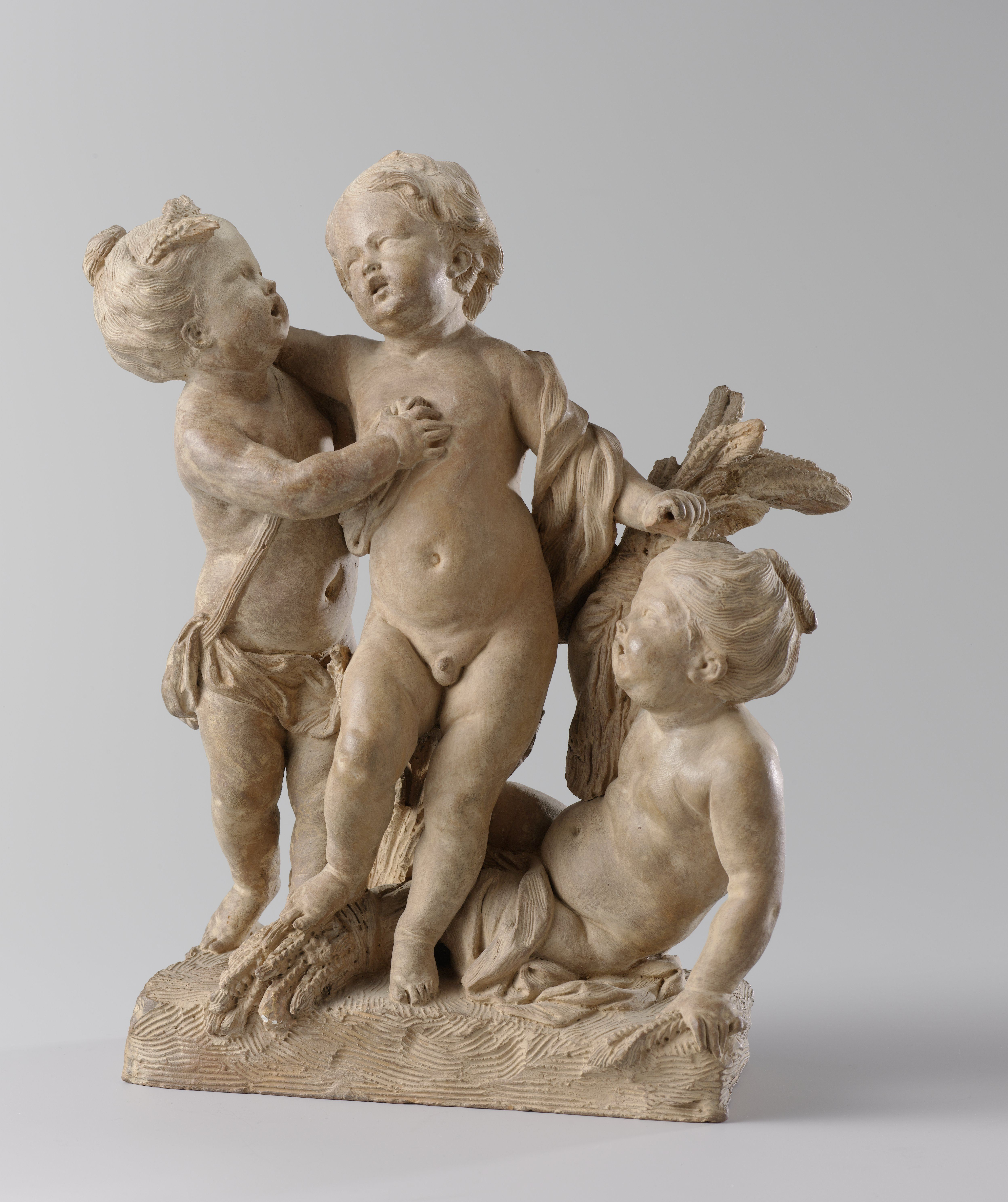
Alegoria do Verão, de Jan Baptist Xavery (1726), Rijksmuseum Amsterdam
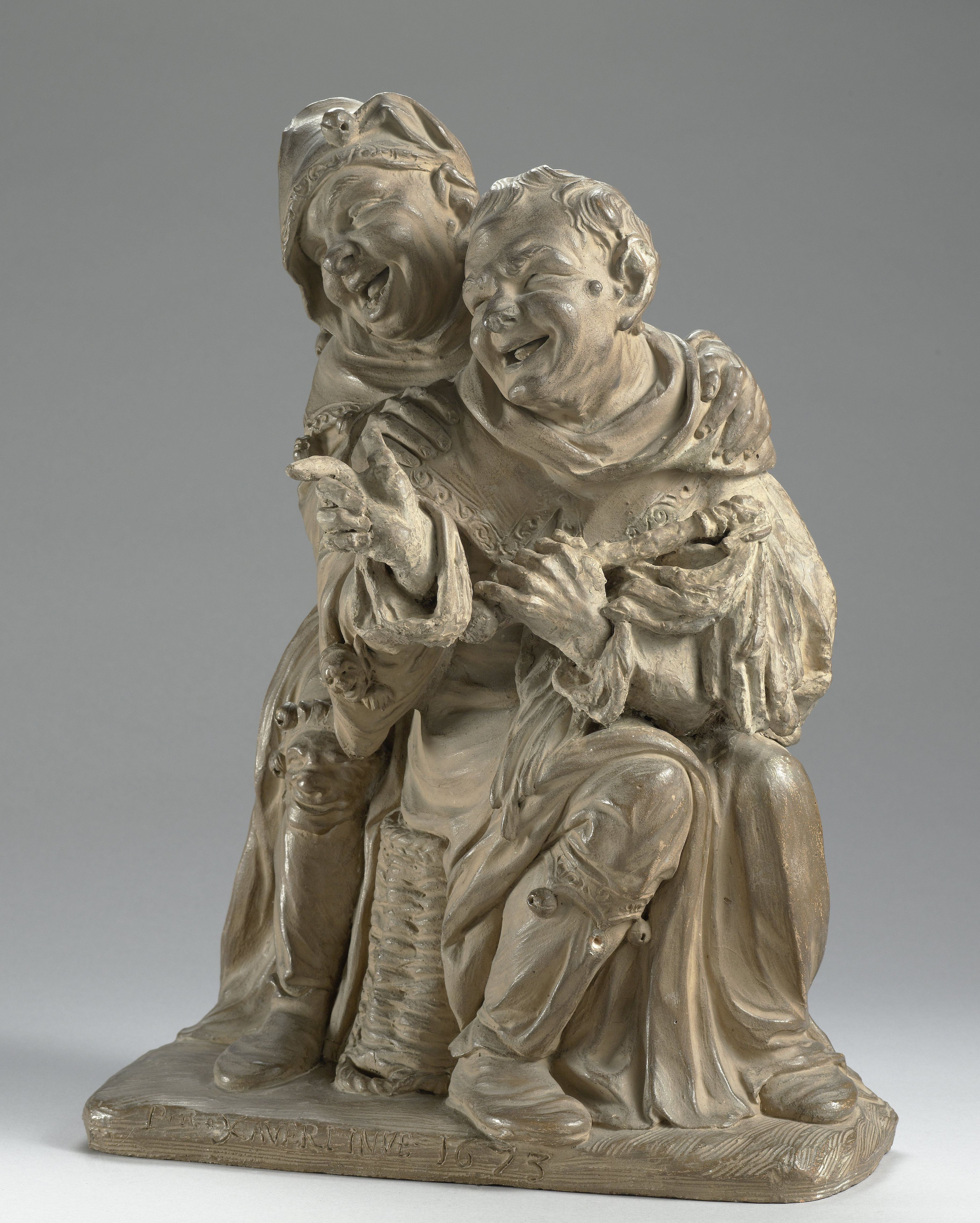
Two Laughing Fools, de Pieter Xavery (1773), Rijksmuseum Amsterdam
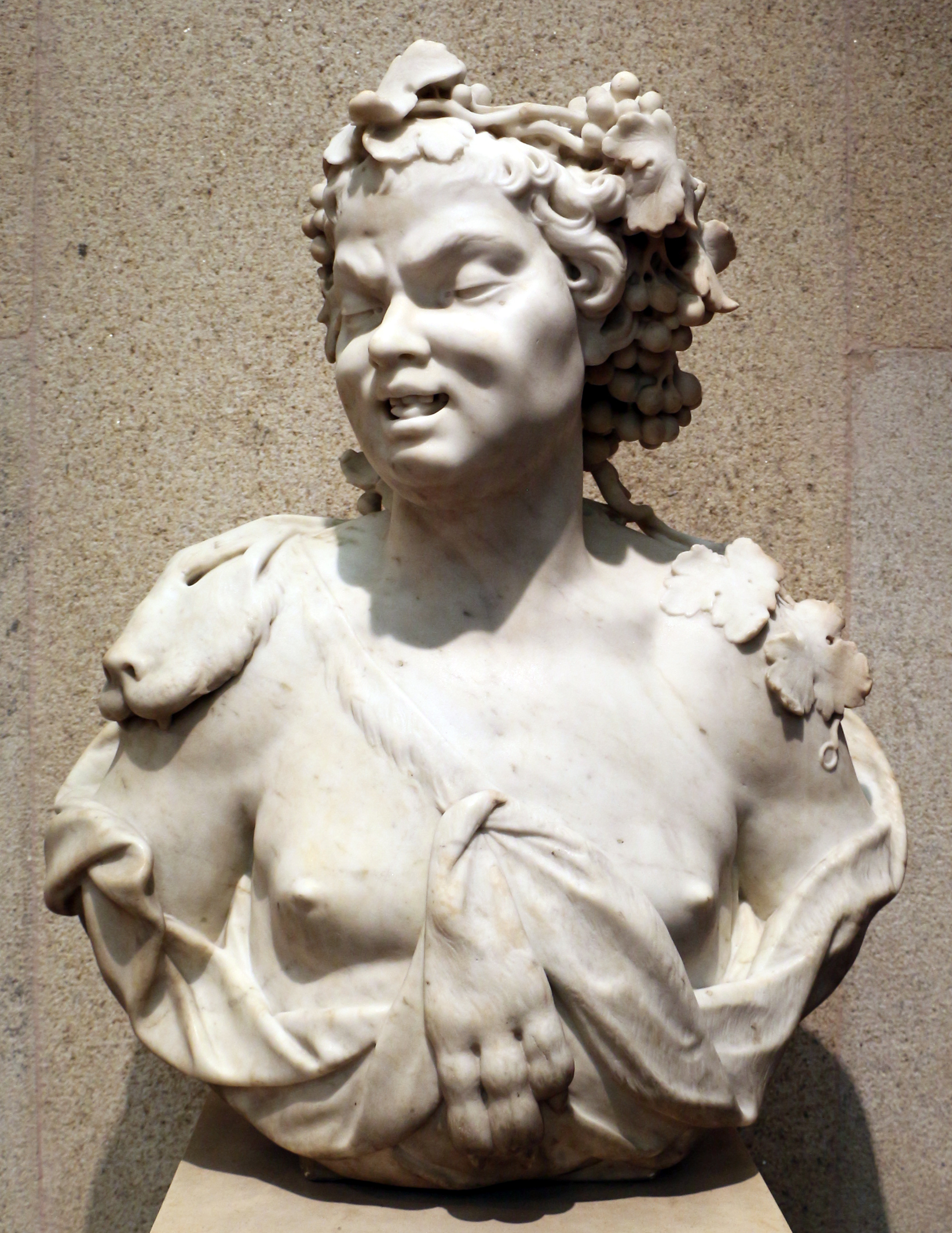
Bacco, de Jan van Logteren, Museu Calouste Gulbenkian

### Inglaterra
A escultura barroca inicial em Inglaterra foi influenciada por um influxo de refugiados das guerras religiosas no continente. Um dos primeiros escultores ingleses a adotar o estilo foi Nicholas Stone. Estudou com outro escultor inglês, Isaak James, e com o holandês Hendrick de Keyser (que mais tarde viria a ser seu sogro). Stone adaptou o estilo barroco dos monumentos funerários, pelo qual era conhecido em Keyser, sobretudo no túmulo de Lady Elizabeth Carey (1617-18) e no de Sir William Curle (1617). Tal como os holandeses, também empregou o contraste do mármore preto e branco em monumentos funerários, roupas detalhadas e rostos e mãos notavelmente realistas. Enquanto trabalhava como escultor, colaborou como arquitecto com Inigo Jones.
Na segunda metade do século XVIII, o escultor anglo-holandês e Grinling Gibbons criaram importantes esculturas barrocas em Inglaterra, incluindo o Castelo de Windsor e o Palácio de Hampton Court, St. Paulo e outras igrejas em Londres. Grande parte do seu trabalho é em madeira de tília, especialmente as grinaldas. A Inglaterra não possuía uma escola de escultura própria que pudesse satisfazer a procura de túmulos monumentais, esculturas de retratos e monumentos a homens de génio (os chamados “ingleses dignos”). Como resultado, os escultores do continente desempenharam um papel importante no desenvolvimento da escultura barroca inglesa. Vários escultores flamengos trabalharam em Inglaterra desde a segunda metade do séc. XVII, entre os quais Artus Quellinus III, Antoon Verhuke, John Nost,Peter van Dievoet e Laurens van der Meulen. Estes artistas colaboravam frequentemente com escultores locais, como Gibbons. Um exemplo é a estátua equestre de Carlos II para a qual Quellinus provavelmente esculpiu os relevos do pedestal de mármore, com base em desenhos de Gibbons.
No século XVIII, o estilo barroco continuaria com um novo influxo de artistas continentais, incluindo os escultores flamengos Peter Scheemakers, Laurent Delvaux e John Michael Rysbrack e o francês Louis François Roubiliac. Rysbrack foi um dos mais importantes escultores de monumentos, decorações arquitetónicas e retratos da primeira metade do século XVIII. O seu estilo combinava o barroco flamengo com influências clássicas. c. 1730, após treino com Balthasar Permoser em Dresden e Nicolas Coustou em Paris. Ganhou reputação como escultor de retratos e, mais tarde, trabalhou também em monumentos funerários. As suas obras mais famosas incluem um busto do compositor Händel, para Vauxhall Gardens e o túmulo de Joseph e Lady Elizabeth Nightengale (1760). Lady Elizabeth morreu tragicamente de um aborto espontâneo provocado por um raio em 1731 e o monumento funerário captou com grande realismo o pathos da sua morte. As suas esculturas e bustos eram naturalistas, os sujeitos vestiam roupas comuns e recebiam posturas e expressões realistas, sem pretensões de heroísmo. Os seus retratos mostram grande vivacidade e, por isso, eram diferentes do tratamento mais vasto de Rysbrack.

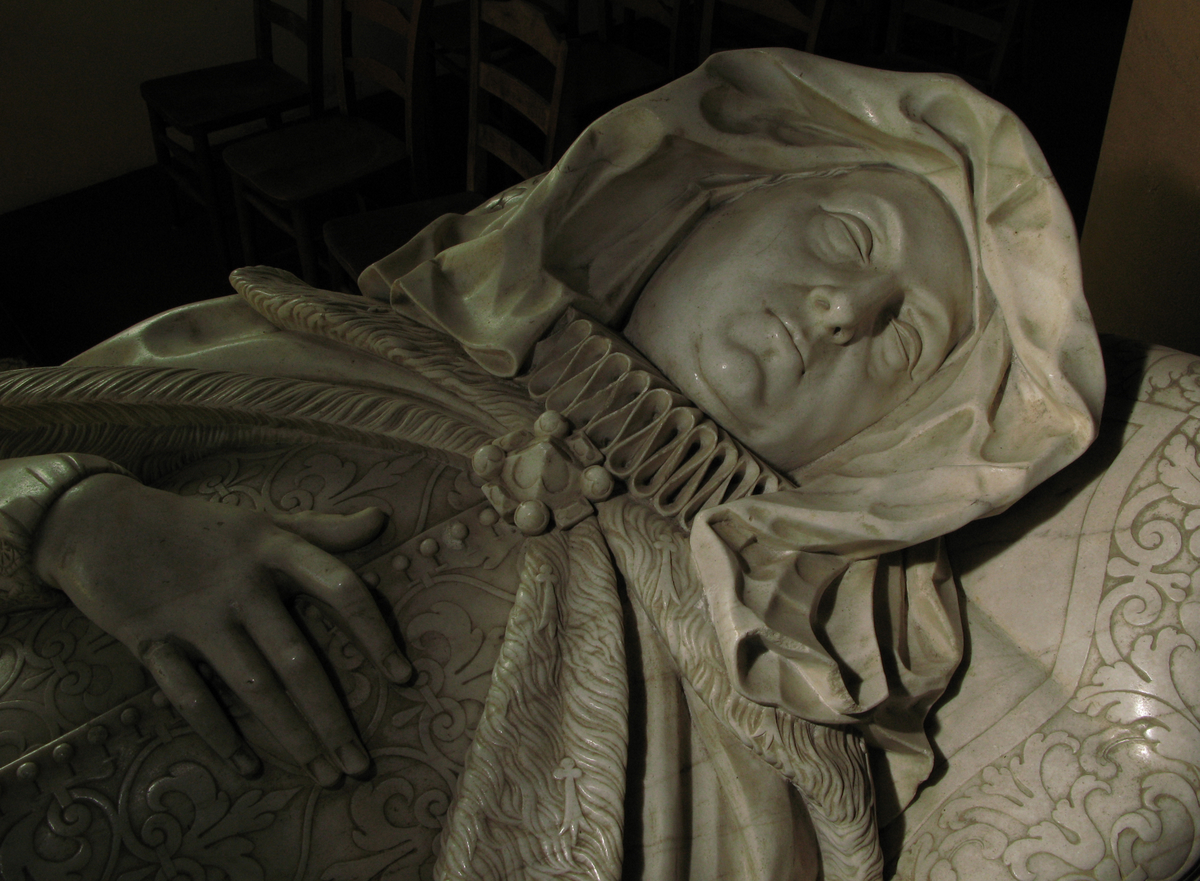
Túmulo de Lady Elizabeth Carey de Nicholas Stone (1617-1618), Stowe Nine Churches, Northamptonshire
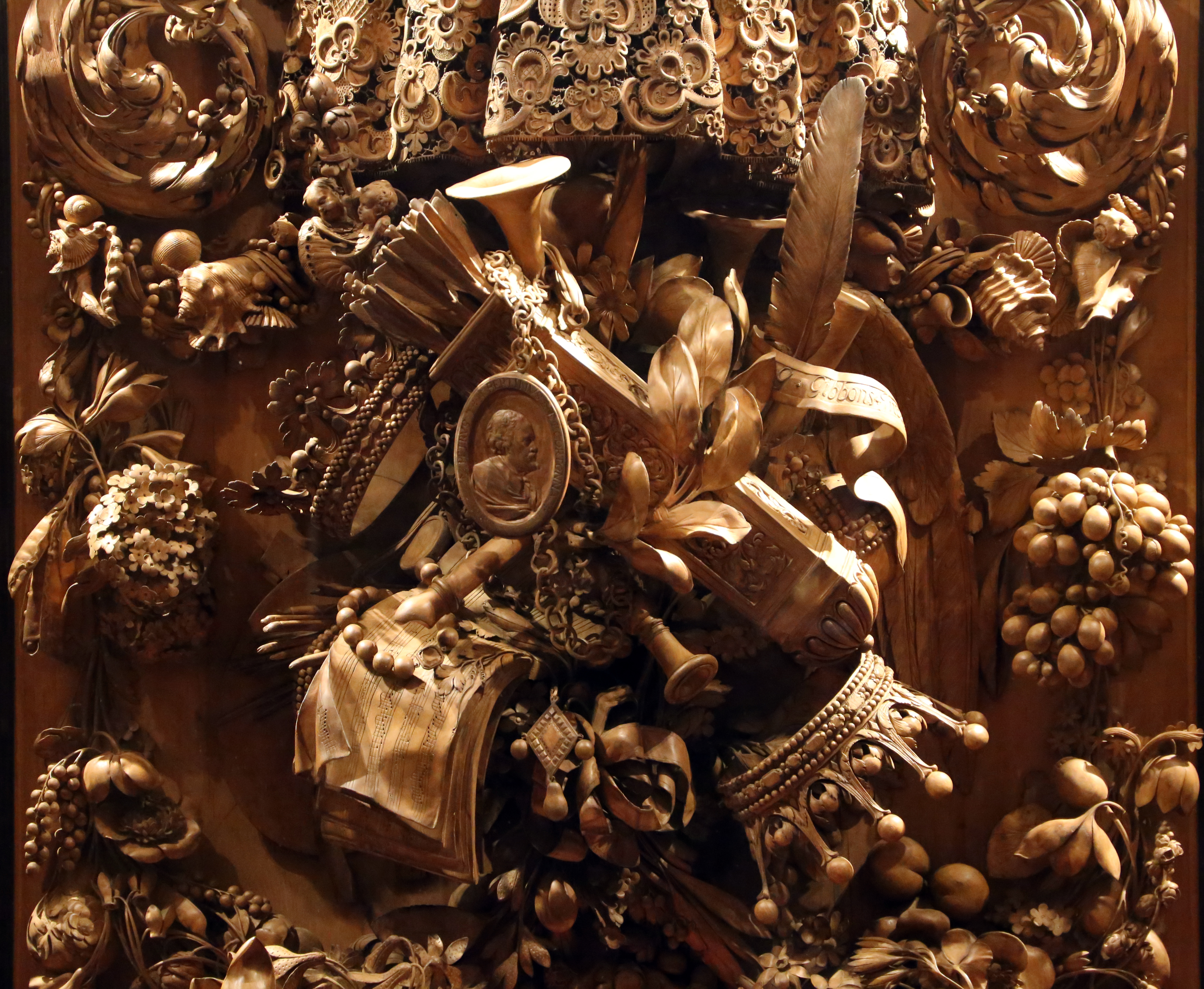
Painel em homenagem à aliança entre a Toscânia e a Inglaterra, por Grinling Gibbons ( 1680-82)
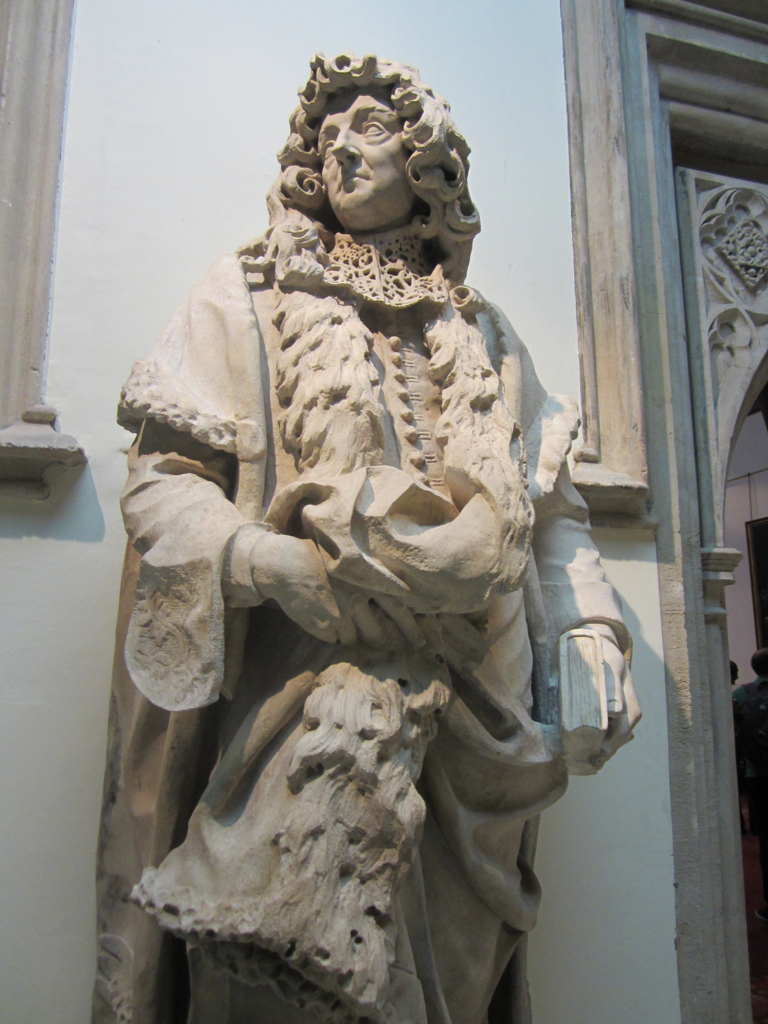
Sir John Cutler by Artus Quellinus III, (c. 1683) Guildhall
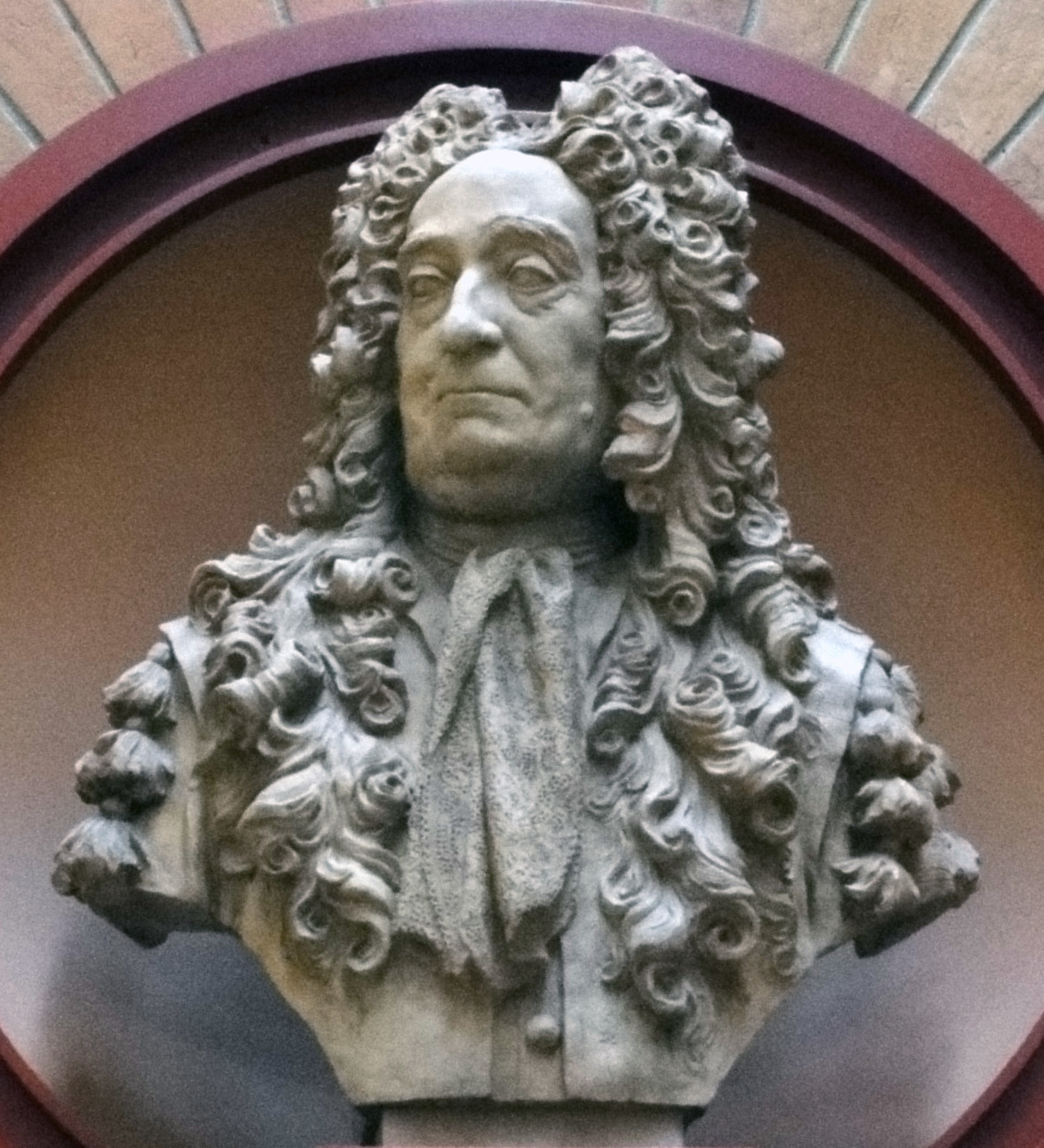
Busto de Hans Sloane de John Michael Rysbrack, (1753) British Museum
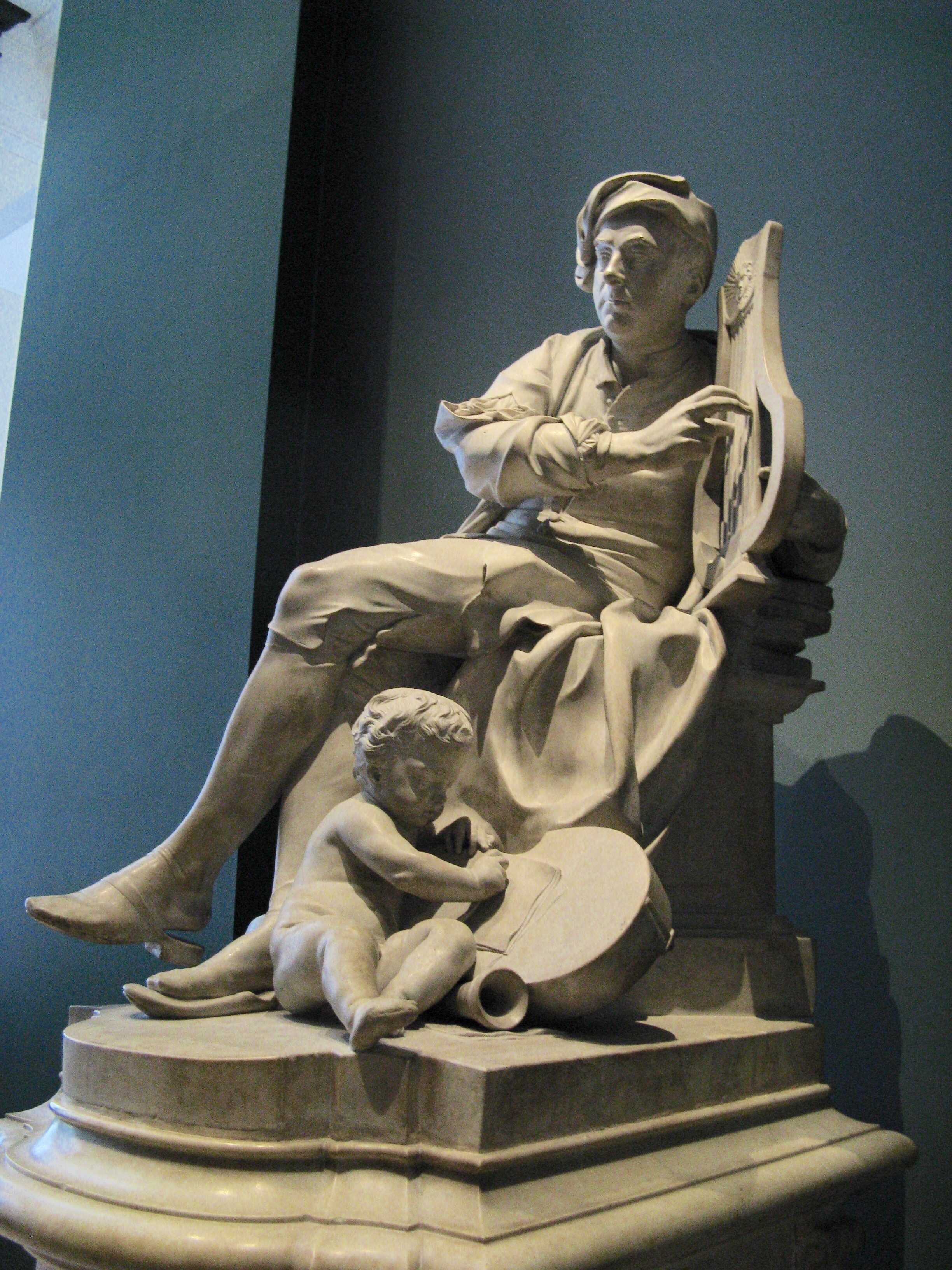
Handel by Louis-François Roubiliac, (1738) Victoria e Museu Albert

### A Alemanha e o Império de Habsburgo
O movimento barroco floresceu especialmente no final do século XVII e início do século XVIII na Alemanha e nos estados de Império de Habsburgo governados a partir de Viena. Um grande número de igrejas e estátuas foram destruídas pelos iconoclastas protestantes durante a Reforma Protestante e as Guerras Religiosas, e um grande número de novas obras foram feitas para as substituir. Muitas das novas obras expressaram temas triunfantes; Hércules a matar um leão, São Miguel a matar um dragão e outros temas que representavam o triunfo da igreja católica sobre os protestantes.
Vários escultores chegaram da Holanda para participar na reconstrução. Entre eles Hubert Gerhard, aluno de Giambologna, que o banqueiro alemão Hans Fugger contratou para fazer uma fonte monumental para o seu castelo em Kirchheim. Esta foi a primeira fonte barroca italiana feita a norte dos Alpes. Gerhard foi rapidamente contratado para fazer uma fonte de estilo barroco-italiano para a praça da cidade de Augsburgo e uma estátua de São Miguel a matar um dragão para a residência do príncipe em Munique. Os escultores Hans Krumper, Hans Reichle e Adrien de Vries fizeram fontes e estátuas monumentais de bronze semelhantes, cheias de acção e drama, para fachadas de igrejas e praças de cidades na Baviera.
Um dos germanistas mais singulares do Barroco tardio foi Franz Xaver Messerschmidt, conhecido tanto pela escultura religiosa como pelos seus retratos de expressões extremas.
Balthasar Permoser esteve em Itália de 1675 a 1689, antes de se tornar escultor da corte em Dresden. Trabalhou em Veneza, Roma e Florença e trouxe o barroco italiano para os jardins e decoração interior do Palácio Zwinger. A sua obra mais famosa foi uma escultura da Apoteose do Príncipe Uxio de Sabóia, o general que derrotou os Otomanos. O príncipe é representado como Hércules com o pé sobre um turco derrotado. O seu púlpito esculpido para a igreja Hofkirche em Dresden é outra obra-prima da escultura barroca.

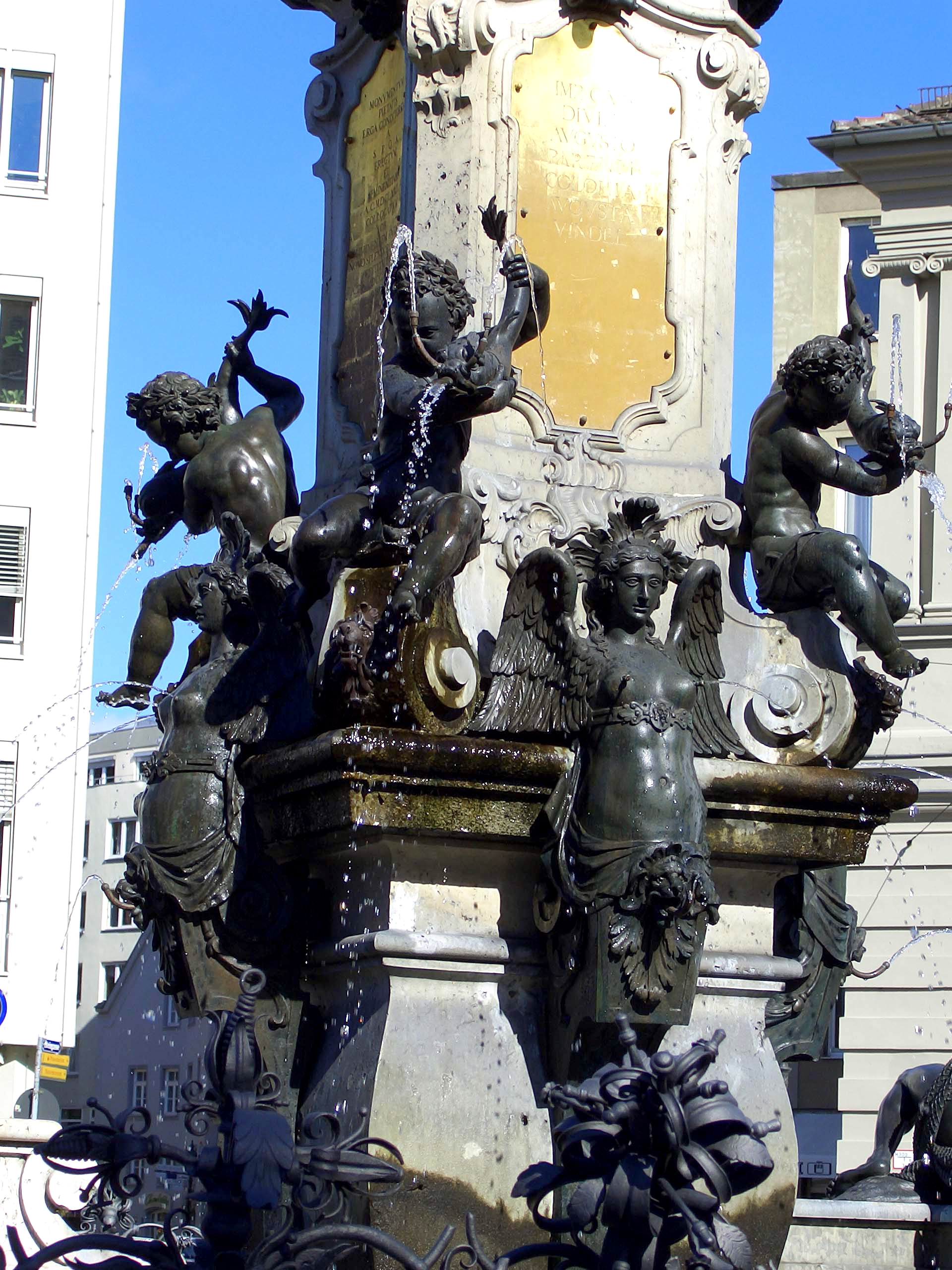
Hubert Gerhard, Fonte de Augusto em Habsburgo, 1589-1594)
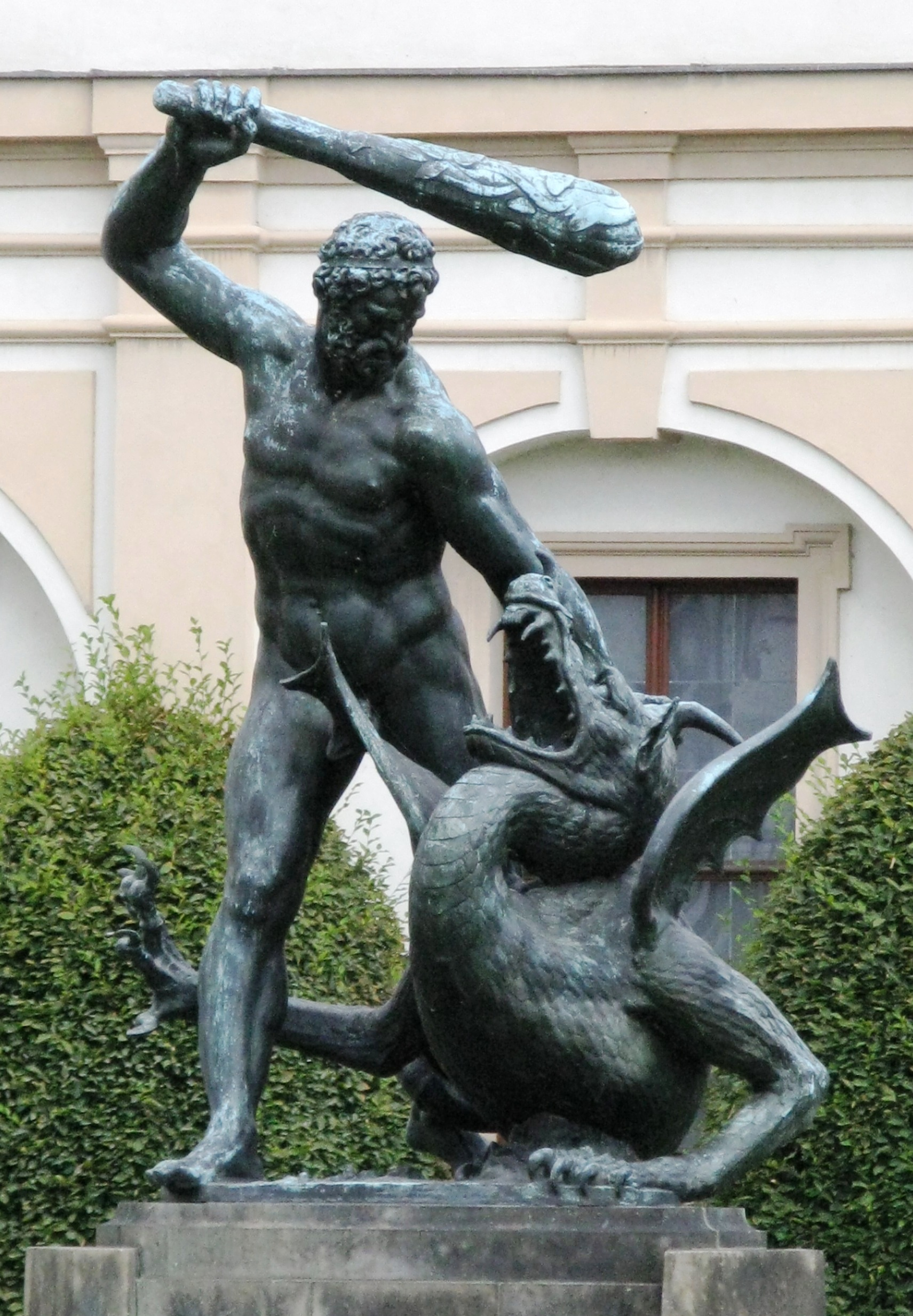
Adriano de Vries, Hércules mata a um dragão (agora no Palácio Waldstein, Praga)
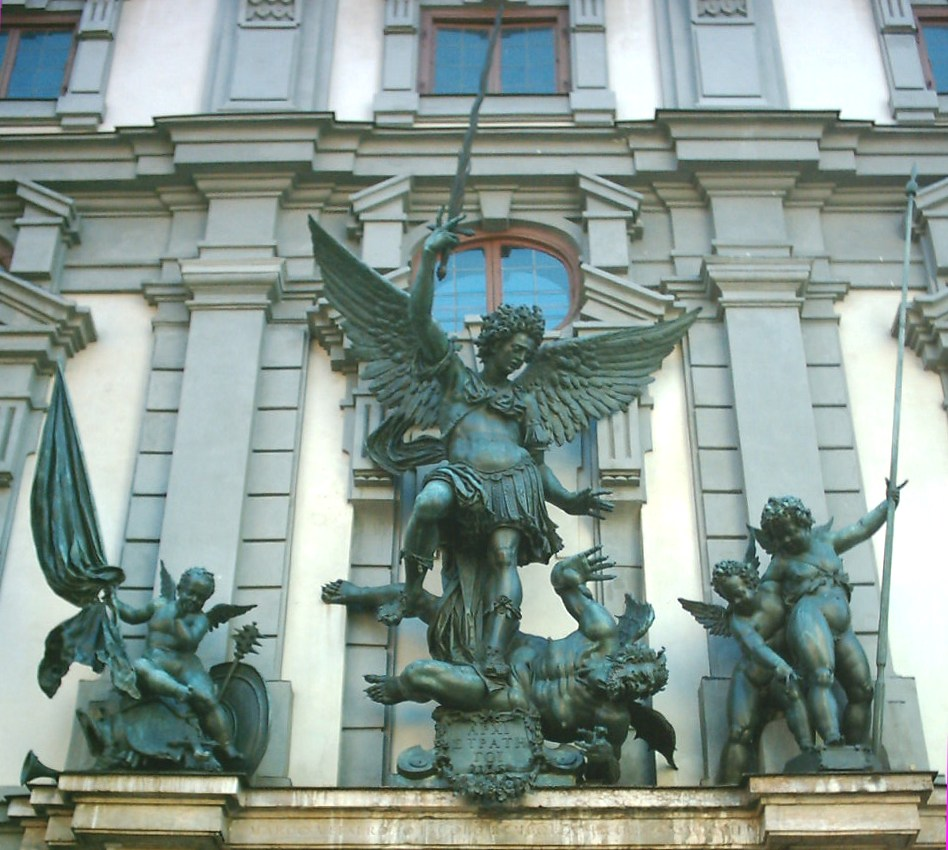
Fonte do Arcanjo Miguel de Hans Reichle em Habsburgo (1603-1606)
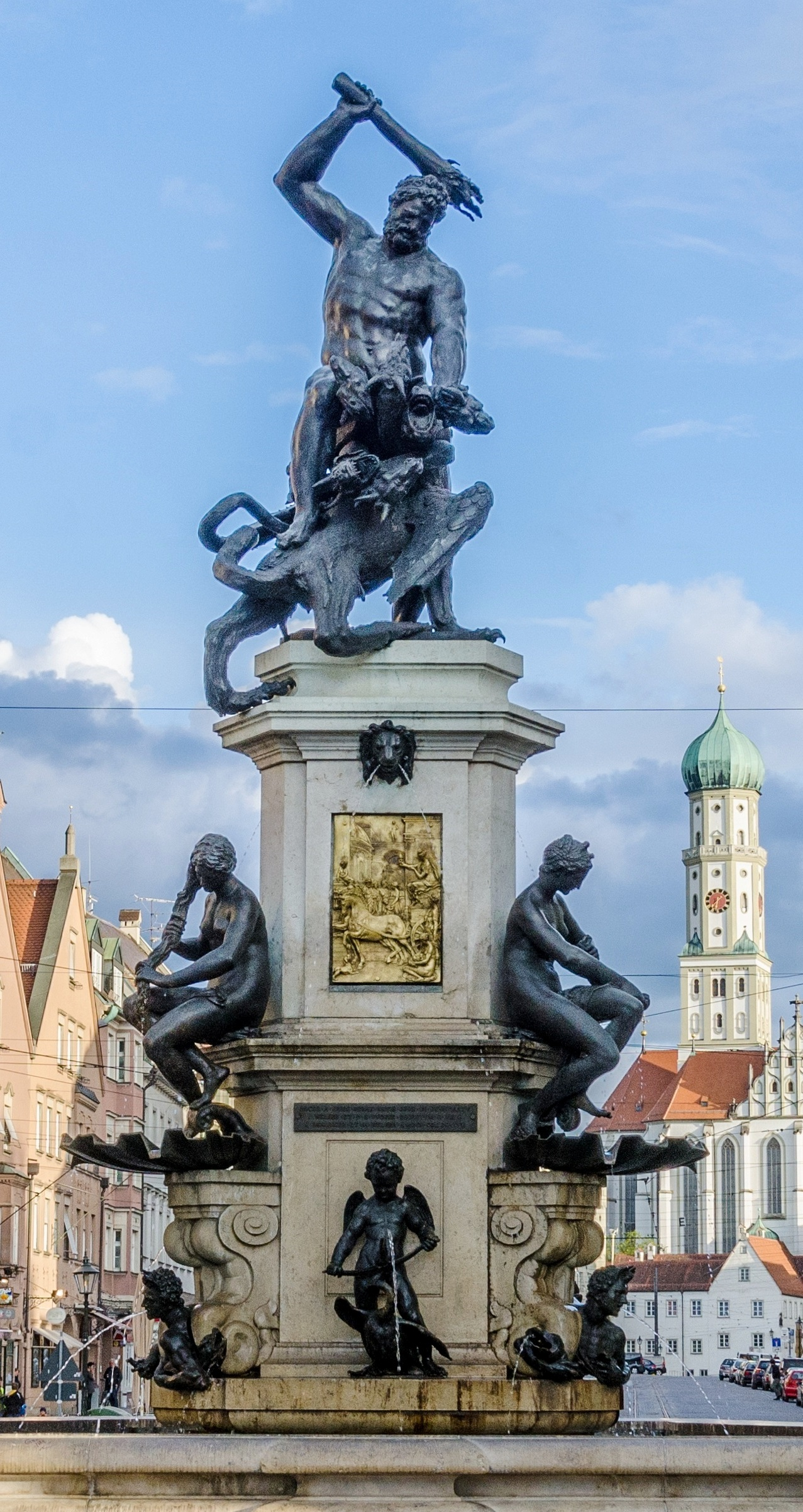
Fonte de Hércules em Habsburgo de Adriano de Vries (1596-1602)
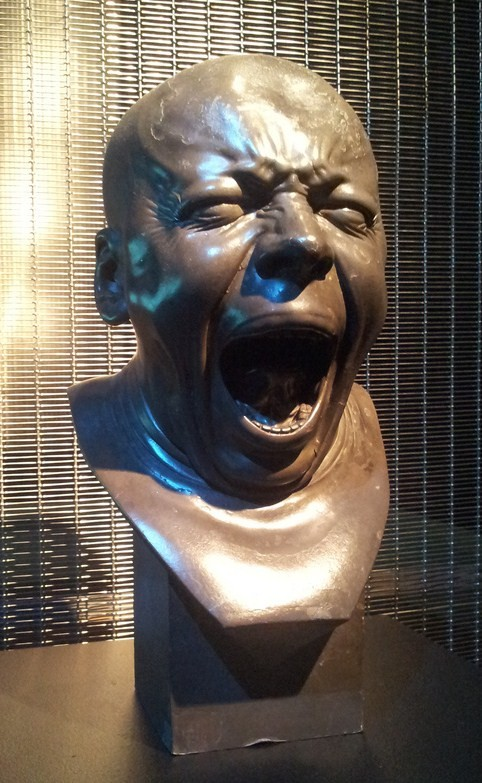
Bocejo de Franz Xaver Messerschmidt (cerca de 1770)
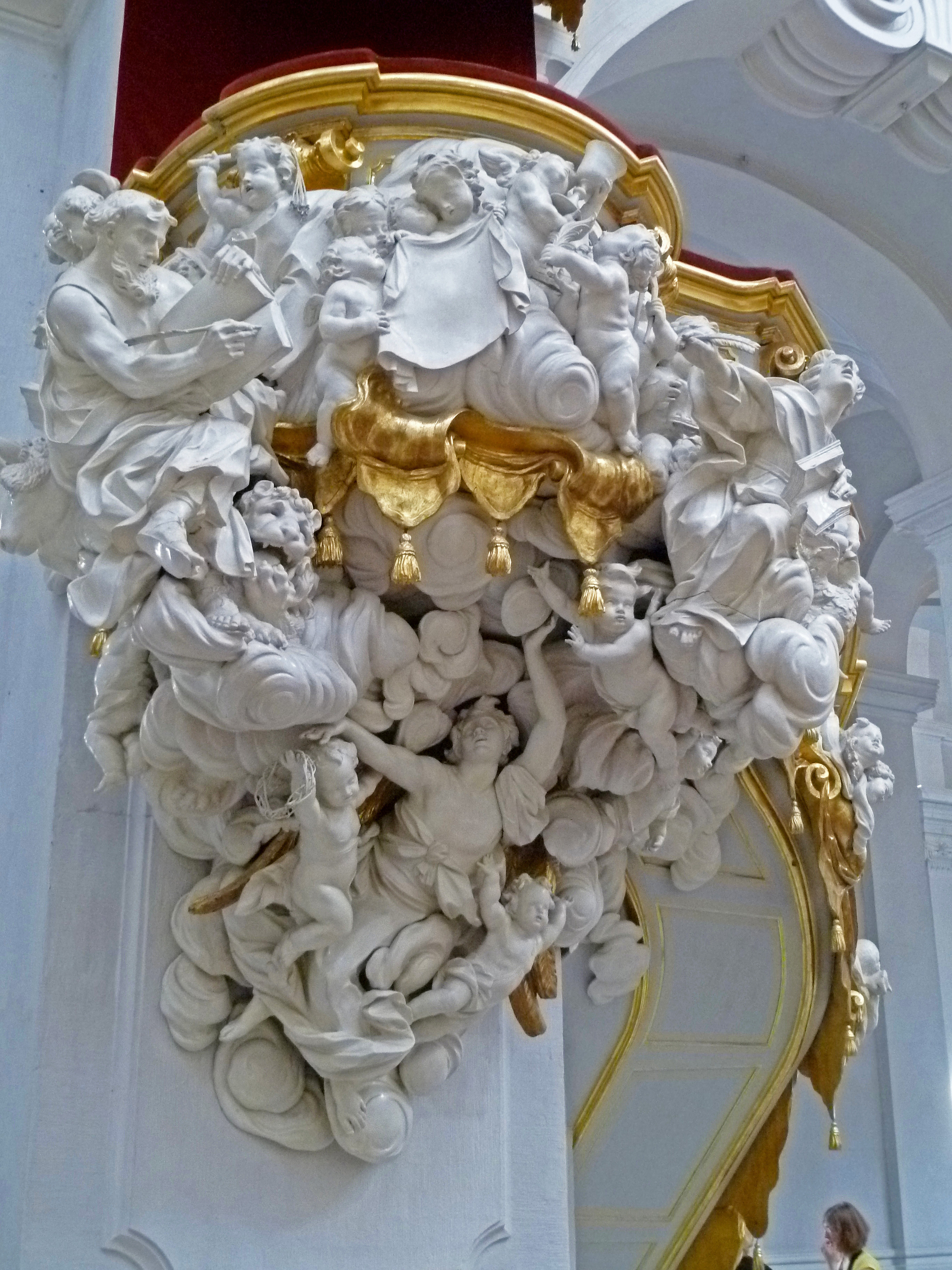
Púlpito da Hofkirche em Dresden, de Balthasar Permoser

O teatro mais dramático para a escultura barroca na Alemaña foi a arquitectura da igreja. Retábulos particularmente complexos e altares sobrelotados de estatuas foram criados por Hans Riechle, Jorg Zurn, Hans Degler e outros artistas. A família Michael Zürn produziu varias gerações de escultores muito produtivos, fazendo figuras de madeira e estuco policromados e dourados. Outro artista notável de retábulos foi Thomas Schwanthaler.

## Ver também

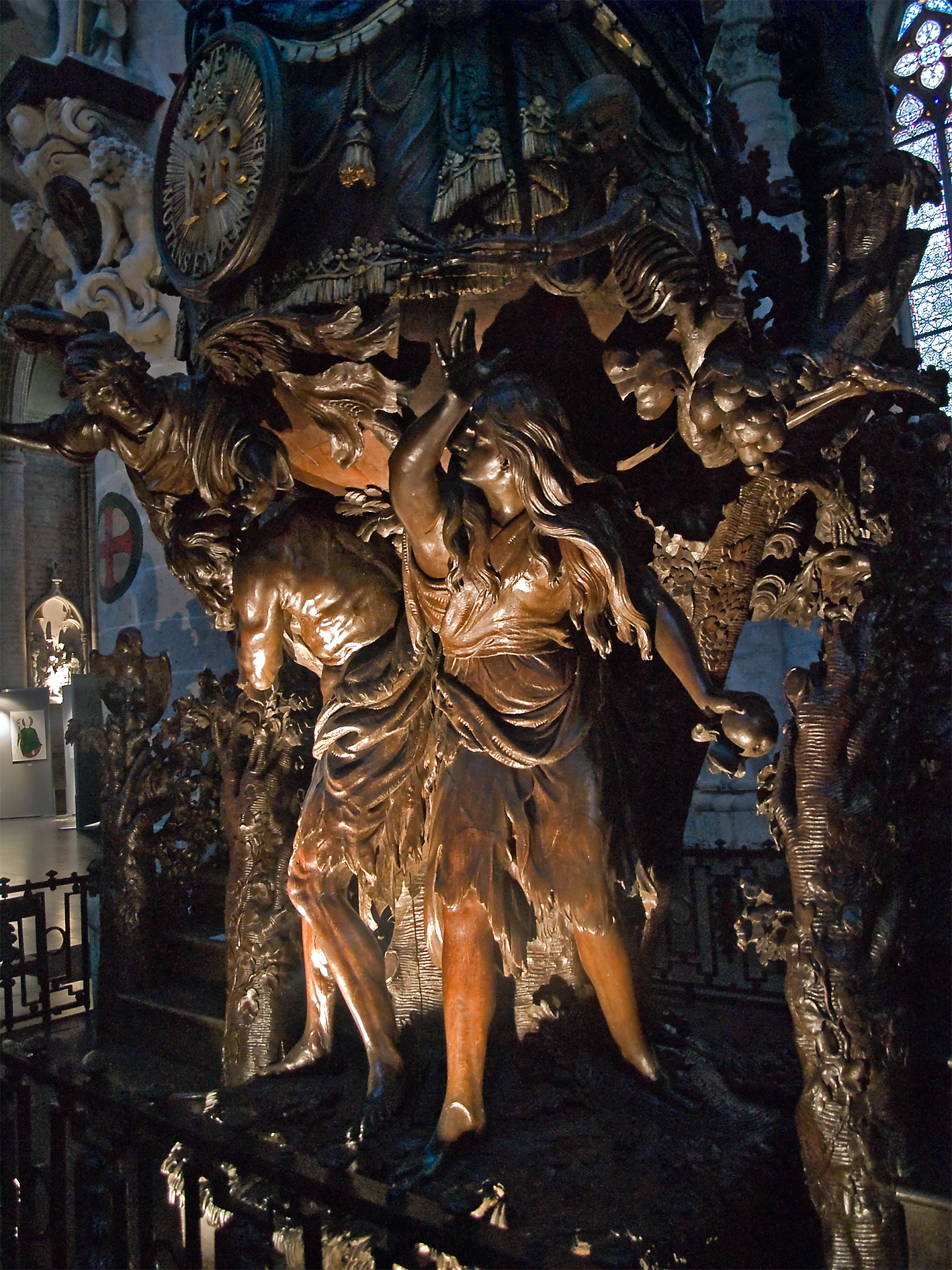
Adão e Eva Catedral de São Miguel e Santa Gudula. Bruxelas